# Carl Gustav Jung
Carl Gustav Jung (AFI: [ˈkarl ˈɡʊstaf jʊŋ]; Kesswil, 26 luglio 1875 – Küsnacht, 6 giugno 1961) è stato uno psichiatra, psicoanalista, antropologo e filosofo svizzero, una delle principali figure intellettuali del pensiero psicologico, psicoanalitico e filosofico.
La sua tecnica e teoria, di derivazione psicoanalitica, è chiamata "psicologia analitica" o "psicologia del profondo", più raramente "psicologia complessa". Dopo essere venuto in contatto con le idee di Pierre Janet, inizialmente fu vicino alle concezioni di Sigmund Freud e attivo nell'ambiente della psicoanalisi (Jung fu colui che coniò il termine complesso di Elettra), ma se ne allontanò nel 1913, dopo un percorso di differenziazione concettuale culminato con la pubblicazione, nel 1912, di La libido: simboli e trasformazioni. In questo libro egli esponeva il suo orientamento, ampliando la ricerca analitica dalla storia del singolo alla storia della collettività umana. C'è un inconscio collettivo che si esprime negli archetipi, oltre a un inconscio individuale (o personale). La vita dell'individuo è vista come un percorso, chiamato processo di individuazione, di realizzazione del sé personale a confronto con l'inconscio individuale e collettivo. Jung si interessò anche, specialmente ai fini del proprio lavoro, per tutta la vita di spiritualismo, paranormale, spiritismo, sciamanesimo, astrologia, storia delle religioni, ufologia, alchimia, fisica quantistica ed esoterismo. Nota è la sua collaborazione con lo scienziato Wolfgang Pauli. Durante la seconda guerra mondiale fu collaboratore dei servizi segreti alleati in funzione anti-nazista.
In Italia, l'orientamento junghiano della psicoanalisi è stato introdotto da Ernst Bernhard.

## Biografia

### Formazione

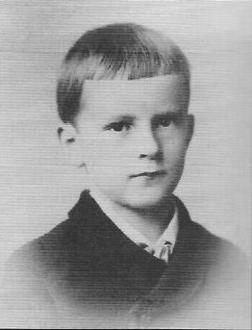
Carl Gustav Jung durante l'infanzia

Nacque nel 1875 da Paul Achilles Jung (1842-1896), teologo e pastore protestante, e da Emilie Preiswerk (1848-1923) a Kesswil, nel cantone svizzero di Turgovia. Dopo poco la famiglia si trasferì a Sciaffusa e nel 1879 a Klein Hüningen (ora periferia di Basilea), dove il padre diventò rettore della pieve, esercitando poi anche la funzione di cappellano nel manicomio della città.
Fu un bambino solitario, figlio unico per nove anni, fino alla nascita della sorella Johanna Gertrud, detta "Trudi" (1884-1935). Il suo amico d'infanzia Albert Oeri (1875-1950) ricordò il primo incontro con Carl, quando entrambi erano molto piccoli: lo descrisse come "un mostro di asocialità", concentrato sui propri giochi, il contrario di ciò che aveva conosciuto all'asilo, dove i bambini giocavano, si picchiavano e stavano sempre insieme. I due restarono amici per tutta la vita.
Al liceo fu suo insegnante Jacob Burckhardt, che gli parlò di Johann Jakob Bachofen. Le sue letture andavano dalla letteratura alla filosofia, dalla teoria della religione allo spiritualismo (Mörike, Goethe, specie il Faust e le conversazioni con Johann Peter Eckermann, Immanuel Kant, Swedenborg, Schopenhauer, ecc.). Il libro che più lo colpì fu Così parlò Zarathustra di Friedrich Nietzsche, che citò nei Ricordi: «Come per il Faust di Goethe, si trattò di un'esperienza terribile», scrisse.
Nel 1895 s'iscrisse all'Università di Basilea e nel 1900 si laureò in Medicina e Chirurgia con la tesi Psicologia e patologia dei cosiddetti fenomeni occulti, una trattazione sui fenomeni medianici della cugina, Hélène Preiswerk detta "Helly" (1880-1911), che pubblicò nel 1902.
Nel dicembre 1900 cominciò a lavorare all'istituto psichiatrico di Zurigo, il Burghölzli, diretto da Eugen Bleuler. Nell'inverno 1902-1903 Jung fu a Parigi per frequentare le lezioni di Pierre Janet.
Nel 1903 sposò Emma Rauschenbach (1882-1955), che rimase con lui fino alla morte. La coppia ebbe cinque figli: Agathe Niehus (1904-1998), Gret Baumann (1906-1979), Franz Jung-Merker (1908-1981), Marianne Niehus (1910-1987) e Hélène Hoerni (1914-2004). Nel 1905 fu promosso ai vertici del Burghölzli e divenne libero docente all'Università di Zurigo, dove rimase fino al 1913. Tra il 1904 e il 1907 pubblicò vari studi sul test di associazione verbale e nel 1907 il libro Psicologia della dementia praecox.
La personalità scientifica di Jung si manifesta con il concetto di "complesso". Esso è un insieme strutturato di rappresentazioni, consce e meno consce, dotate di una carica affettiva. La psiche umana è un insieme indeterminato e indeterminabile di complessi, tra i quali lo stesso "Io", il complesso che ha l'appannaggio della coscienza ed è in relazione con tutti gli altri. Quando questa relazione s'indebolisce o si spezza, gli altri complessi si fanno autonomi, inconsci, e cominciano a dirigere l'azione, con un processo di dissociazione, origine del disagio psichico.

### L'incontro con Sigmund Freud
Concordando con le interpretazioni date da Freud nei confronti dei fenomeni psichici, cominciò una fitta corrispondenza con Freud, che incontrò a Vienna nel 1907. I due parlarono per tredici ore. Lo incontrò nuovamente in Svizzera a Zurigo, dove scrissero un libro.
Nel 1909, con Freud e Ferenczi, Jung si recò alla Clark University di Worcester (Massachusetts), negli Stati Uniti d'America, per un ciclo di conferenze; inoltre, Jung ricevette la laurea honoris causa in Legge. In quell'occasione si ebbero le prime avvisaglie della separazione da Freud, che fu poi all'origine dell'articolarsi dei due principali orientamenti storici della psicoanalisi, intesa tanto come terapia quanto come via per la conoscenza della psiche. Durante il viaggio in nave verso gli Stati Uniti d'America i due pionieri della psicoanalisi analizzarono l'uno i sogni dell'altro. In questa psicoanalisi "sull'oceano", dove ciascuno fungeva sia da psicoanalista sia da paziente, Freud, a detta di Jung, ebbe un atteggiamento di reticenza su alcuni particolari della sua vita privata che invece sarebbero serviti a Jung per una migliore interpretazione. Ad aggravare la situazione fu il fatto che Freud su questo punto fu molto chiaro: il motivo della sua reticenza era che non poteva mettere a repentaglio la sua autorità. Fu allora che Jung cominciò a mettere in discussione la stima che fino a quel momento aveva avuto per Freud.
Nel 1910 Jung divenne presidente dell'Associazione psicoanalitica internazionale e direttore dello "Jahrbuch", rivista ufficiale della società. Cominciò a essere chiamato "delfino" della psicoanalisi, possibile successore di Freud alla guida del movimento psicoanalitico.

### La separazione da Freud e il nuovo orientamento della psicoanalisi
Nel 1912 Jung pubblicò il suo testo fondamentale La libido: simboli e trasformazioni (o Simboli della trasformazione), dove erano presenti i primi disaccordi teorici con Freud assieme al primo abbozzo di una concezione finalistica della psiche. I disaccordi continuarono nelle conferenze sulla psicoanalisi (Fordham lectures) tenute da Jung lo stesso anno a New York.
L'aspetto centrale delle differenze teoriche risiedeva in un diverso modo di concepire la libido: mentre per Freud il "motore primo" dello psichismo risiedeva nella pulsionalità sessuale, Jung proponeva di riarticolare ed estendere il costrutto teorico di libido, rendendolo così comprensivo anche di altri aspetti pulsionali costitutivi "dell'energia psichica".
La "sessualità" da costrutto unico e centrale (metapsicologia freudiana) passa a essere costrutto importante ma non esclusivo della vita psichica (punto di vista junghiano). La libido è energia psichica in generale, motore di ogni manifestazione umana, sessualità ma non solo. Essa va al di là di una semplice matrice istintuale proprio perché non è interpretabile solo in termini causali. Le sue "trasformazioni", necessarie a spiegare l'infinita varietà di modi in cui si dà l'uomo, sono dovute alla presenza di un particolare apparato di conversione dell'energia, la funzione simbolica.

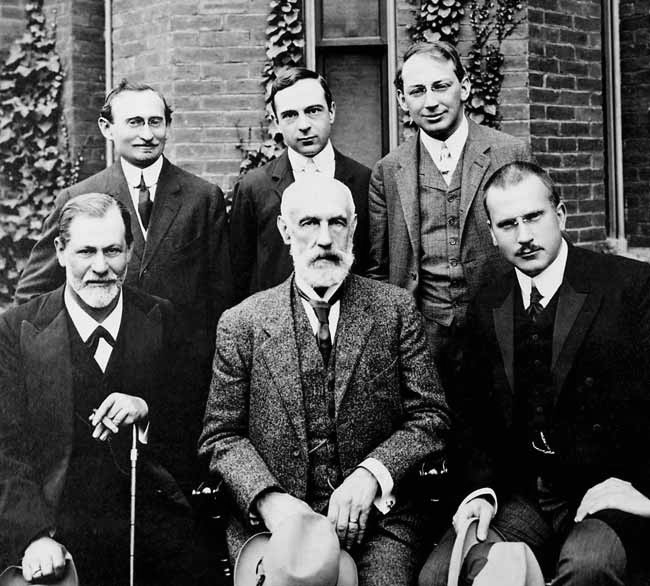
Foto di gruppo alla Clark University (1909).
Da sinistra in basso: Sigmund Freud, Stanley Hall, Carl Gustav Jung.
Fila in alto da sinistra: Abraham Brill, Ernest Jones, Sándor Ferenczi.

Il termine "simbolo" è inteso secondo una concezione diversa da quella di Freud, che aveva assimilato il concetto di simbolo a quello di segno, sulla base dell'elemento comune del rinvio. Ma mentre il segno compone in modo convenzionale qualcosa con qualcos'altro (aliquid stat pro aliquo), il simbolo è un caso particolare del segno in cui, pur rimanendo l'elemento genericamente semiotico del rinvio, questo non è diretto a una realtà determinata da una convenzione, ma alla ricomposizione di un intero, come vuole l'etimologia della parola. Un'altra differenza: se Freud interpretava le fantasie inconsce alla stregua di meri segni di pulsioni, inaccettabili per la coscienza, per Jung esse sono, se interpretate adeguatamente dall'Io, simboli di nuove realizzazioni psichiche. Solo così si rende conto del carattere costitutivamente aperto al nuovo della psiche, non più ancorata al passato in un'inarrestabile coazione a ripetere.
La funzione trascendente è capace di superare le opposizioni di cui la psiche è costituita proprio mediante la produzione di simboli. Essa opera affinché vi sia 'individuazione', processo sintetico che coinvolge gli opposti che costituiscono l'uomo, nel quale egli si riconosce nella sua autonomia dagli stereotipi culturali. L'adattamento trova la sua prosecuzione in questo processo, diviso in una fase di distinzione degli opposti, da cui si fa un "passo indietro", e in una di integrazione.
Il conflitto tra Freud e Jung crebbe al quarto congresso dell'Associazione Psicoanalitica, svoltosi a Monaco nell'agosto del 1913 contro le posizioni psicoanalitiche espresse da Pierre Janet (verso cui Jung riconobbe sempre i suoi debiti intellettuali) durante la sessione dedicata alla psicoanalisi. Nell'ottobre successivo si ebbe la rottura ufficiale, e Jung si dimise dalla carica di direttore dello "Jahrbuch". Ad aprile 1914 si dimise da presidente dell'Associazione e uscì definitivamente dal movimento psicoanalitico.

### La psicologia analitica junghiana
(C.G. Jung)
La psicoanalisi, creatura i cui meriti di gestazione erano ascritti al solo Freud, per la cui nascita aveva pagato con l'isolamento e l'ostracismo da parte del mondo accademico, nuova via della conoscenza, per Jung era divenuta più importante dello stesso padre che l'aveva generata. Era nata dal lavoro di Freud e adesso si trattava di farla crescere.
L'aspetto che più li differenziava era la concezione dell'inconscio. Per Freud l'inconscio alla nascita era vuoto e durante la vita si riempiva di quanto per la coscienza era "inutile" o dannoso per l'Io: (rimozione). Invece per Jung la coscienza nasceva dall'inconscio, che aveva quindi già una sua autonomia. Inoltre, per Jung, la psicoanalisi di Freud teneva poco conto della persona nel suo contesto vitale. Invece Jung, che dava importanza alla persona e al suo contesto, fondò la "psicologia analitica", che voleva essere uno strumento per guarire da patologie psichiche e una concezione del mondo, o meglio, uno strumento per adattare la propria anima alla vita e coglierne le potenzialità di espressione e specificità individuale. Chiamò questo percorso "individuazione".
Al concetto di individuazione si lega la nozione di archetipo. Jung ipotizza che alla trasformazione della libido e ai suoi simboli sia sottesa una pluralità di "immagini primordiali", collettiva e immutabile, intese come una sorta di kantiane "forme a priori" che concorrono, come serbatoio originario dell'immaginazione, alla formazione dei simboli.
La funzione trascendente proietta l'individuo fuori di sé, sul piano d'un pensiero inconscio collettivo. Se la coscienza riesce a sviluppare un atteggiamento positivo nei confronti dei simboli, prodotti di questa facoltà, l'individuo può liberarsi del disagio riaffrontandolo da un punto di vista diverso, "trascendentale". Inoltre egli, nel differenziarsi da queste matrici collettive di senso e dagli istinti primordiali, può integrare i valori universali custoditi dalla cultura, trovando una modalità personale di attuarli.

### Gli inizi di Jung analista in proprio

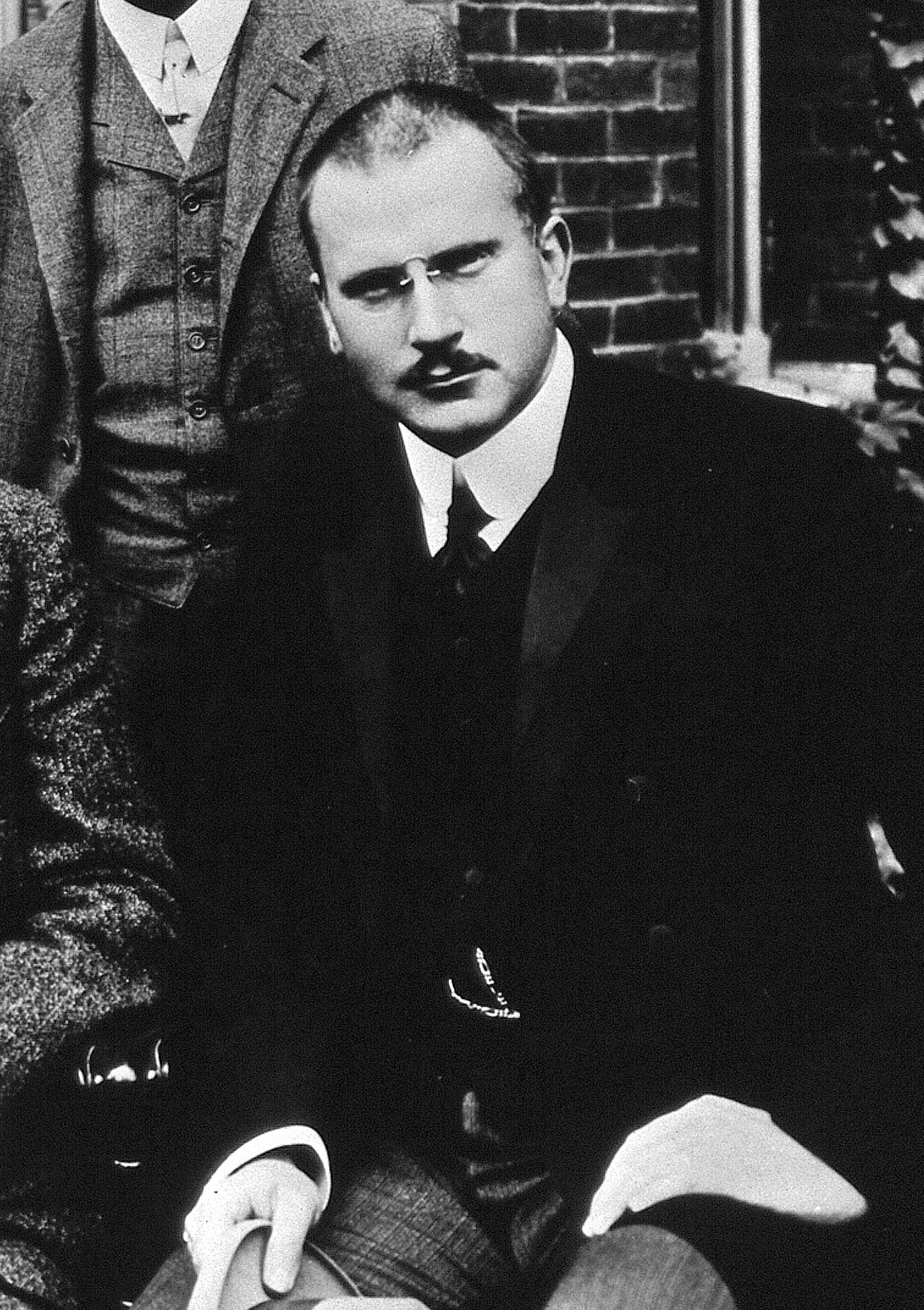
Jung nel 1909 (particolare della foto di gruppo alla Clark University)

Dopo la separazione da Freud, Jung ebbe una crisi nervosa che, come ricorda nelle sue memorie (Ricordi, sogni, riflessioni, a cura di Aniela Jaffé) lo impegnò per sei durissimi anni. Una vera e propria "malattia creativa", come la ribattezzò lo storico della psicoanalisi Henri Ellenberger.
Alla fine del 1913, Jung, che aveva quattro figli (Agathe Regina, Anna Margaretha detta "Gret", Franz Karl e Marianne, detta "Nannerl") e aspettava da Emma la quinta e ultima figlia (Emma Hélène, detta "Lil"), incontrò Antonia Wolff, detta Toni, che da paziente si trasformò in analista e amante dello stesso in un triangolo emozionale che non escludeva la moglie, la quale reagì come ci si sarebbe aspettati da un'esponente dell'alta borghesia, ossia fingendo di ignorare.
Una volta staccatosi da Freud, Jung cominciò ad attrarre attorno a sé un proprio gruppo di pazienti, studenti e analisti, tra i quali vanno ricordati Franz Riklin (1878-1938), Maria Moltzer (1874-1944), Hans Trüb (cognato di Toni Wolff), Emilii Medtner (1872-1936), Linda Fierz-David (1891-1955) ed Edith Rockefeller McCormick (1872-1932), che con la sua ricchezza quasi smisurata aiutò il già (per via della moglie) ricco Jung a sviluppare ulteriormente una scuola analitica, fondando lo "Psychologischer Club" di Zurigo (nato nel 1913 e ancora attivo).
Altre persone che aiutarono lo sviluppo del pensiero junghiano negli anni 1913-1920 furono il pastore Adolf Keller (la cui moglie Tina rimase amica di Emma anche dopo la rottura fra lui e Jung), Alphons Maeder (1882-1971), Oskar Pfister (che rimase più fedele a Freud) e Hans Schmid-Guisan (1881-1932), che pur abitando a Basilea rimase sempre in contatto con Jung (tanto che la figlia, Marie-Jeanne Schmid, fece poi da segretaria a quest'ultimo dal 1932 al 1952).

### I tipi psicologici

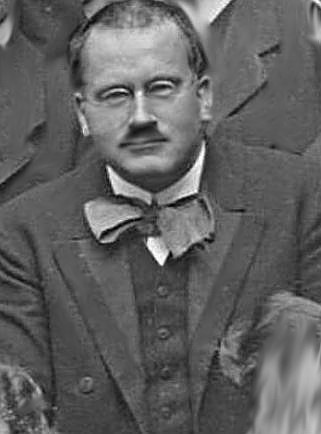
Jung nel 1911

Un altro concetto fondamentale, il tipo, viene introdotto da Jung nel libro Tipi psicologici. Oggetto dell'opera è una classificazione degli individui secondo "tipologie psicologiche", che prendono le mosse dal carattere del loro adattamento. Essi si articolano attorno alla basilare polarità "Introverso/Estroverso", e alla conseguente distinzione di due individui tipici fondamentali. Individuati dall'opposto orientamento generale della loro libido primaria (intro-versa o estro-versa) riprendono, in individui diversi, il ritmo sistole/diastole tematizzato da Goethe.
Per spiegare le rilevanti differenze individuali all'interno dei gruppi, Jung incrocia l'iniziale modello bipolare con un'ulteriore quadripartizione in "funzioni" psichiche: pensiero, sentimento, sensazione e intuizione. Come altri, si interessò di rivisitare in senso psicologico la teoria umorale dei quattro temperamenti, così come farà con l'alchimia.

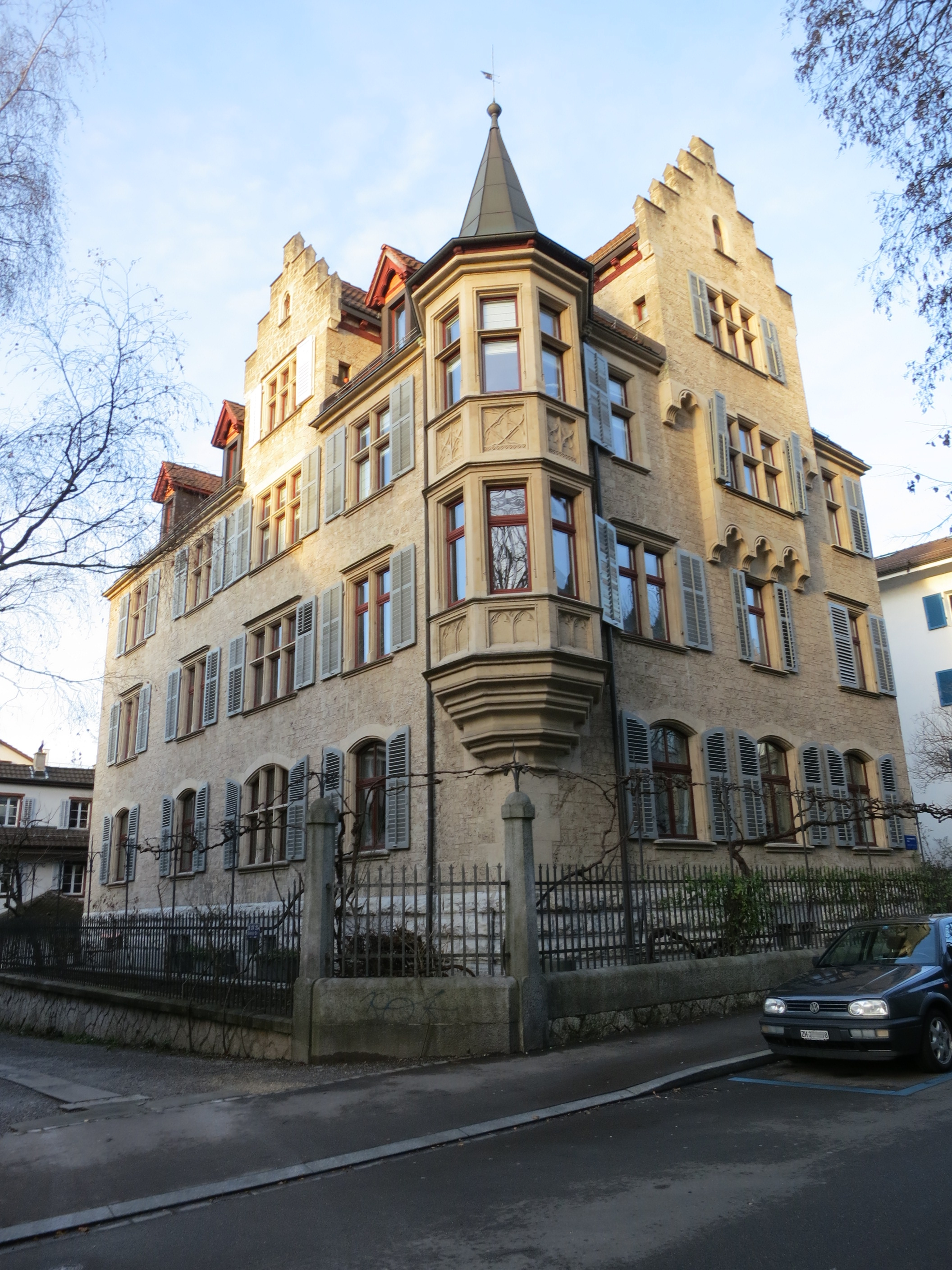
L'edificio del C.G. Jung Institut, Zurigo-Hottingen

L'appartenenza a uno dei quattro sottogruppi è determinata dalla funzione privilegiata nel corso dell'adattamento, funzione a cui l'individuo, a partire dall'infanzia, affida le sue principali speranze di riuscita. La combinazione tra i due "assi" (quello Introversione/Estroversione e le quattro funzioni) dà luogo a otto tipi psicologici individuali. Non preme a Jung presentare l'ennesima classificazione delle personalità, ma relativizzarne l'esperienza fenomenologica. È l'orientamento della coscienza dunque, il suo intenzionarsi, che viene classificato, non un banale coacervo di caratteristiche individuali.
Questa teoria assume rilievo nel processo di individuazione, nel quale è necessario che l'Io sia consapevole dell'atteggiamento psicologico che si è reso dominante o esclusivo. Solo superando la propria unilaterale adesione a un modo di rappresentare la realtà e aprendosi agli altri modi, l'individuo può affermare la sua autonomia da modelli collettivi accettati inconsapevolmente (che siano gli archetipi dell'inconscio collettivo o le "modalità di funzionamento" della facoltà di rappresentare, considerata nella sua formalità).
La "scelta" del tipo psicologico a cui l'individuo appartiene corrisponde, infatti, più a esigenze collettive che individuali. Mostrare il valore delle opzioni trascurate dallo sviluppo è il compito dell'individuazione, allo studio e alla pratica della quale d'ora in poi la psicologia analitica si consacrerà. Diventa così possibile il confronto con le funzioni arrestatesi a uno stadio arcaico dello sviluppo, integrandole in un'individualità dinamicamente matura.

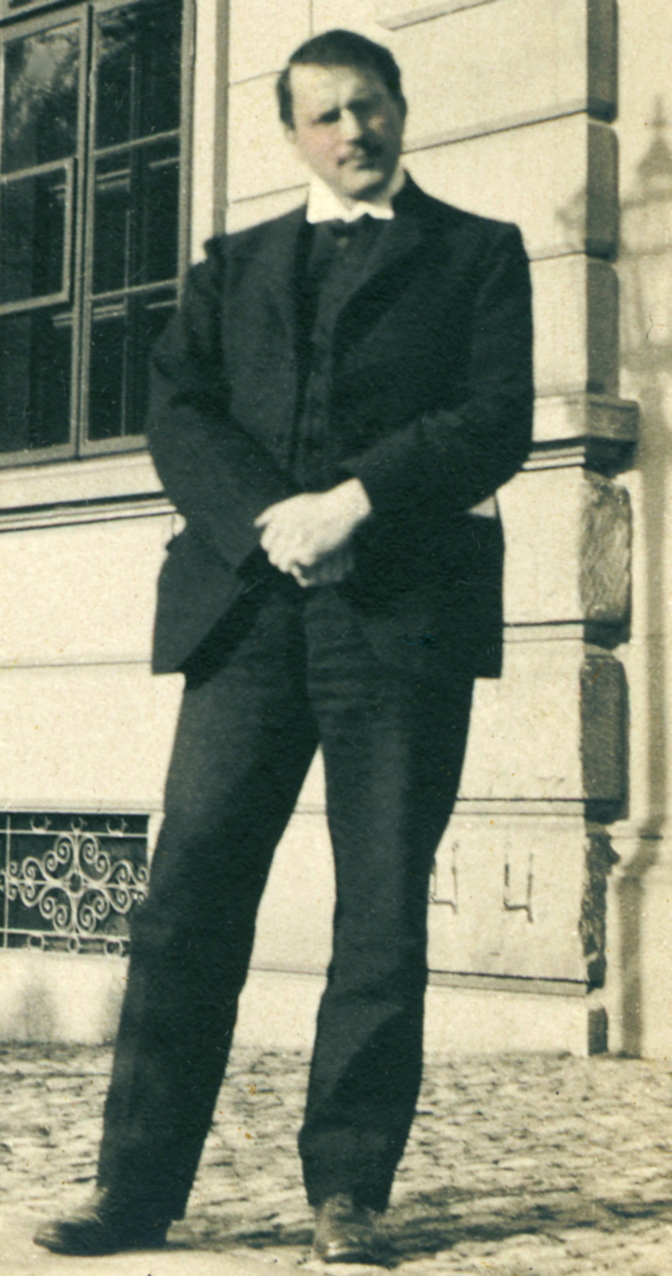
Jung nel 1910

### Il carisma di psicoterapeuta
Benché tra gli studi, i viaggi e il servizio militare periodico Jung non avesse molto tempo per la pratica analitica, si consultarono e curarono da lui molte persone, tra cui Herbert Oczeret (1884-1948), Aline Valangin (1889-1986), Hermann Hesse, Ermanno Wolf-Ferrari, Beatrice Moses Hinkle (1874-1953), M. K. Bradby (poi divulgatrice del suo pensiero), Montague David ed Edith Eder, Eugen ed Erika Schlegel, Constance Long, Mary Bell, Helen Shaw, Adela Wharton, Mary Esther Harding (1888-1971), Kristine Mann (1873-1945) e Helton Godwin Baynes detto "Peter" (1882-1943). Mentre aumentava il suo carisma, qualcuno era critico e non sopportava quel che ai propri occhi sembrava un culto della personalità.
A 50 anni Jung riuscì, come aveva in mente da tempo, a costruire una casa (detta "Turm", torre) nel villaggio di Bollingen, affacciata sul lago. Lo aiutò nei disegni il giovane architetto Walther Niehus, fratello di Kurt, che aveva sposato la figlia Agathe e che a sua volta sposò la figlia Marianne.
Durante la lenta costruzione, Jung organizzò nel 1925 una spedizione in Africa, con George Beckwith (1896-1931), Peter Baynes (marito di Hilda, già paziente di Jung e poi di Baynes, infine suicida) e Ruth Bailey, una nobildonna inglese incontrata durante il viaggio in nave e che, dietro richiesta di Jung, visse con lui dalla morte della moglie Emma, nel 1955, fino al 1961, anno della scomparsa di Jung.
La spedizione "Bugishu", verso il Kenya e l'Uganda attraverso il Monte Elgon, filmata da Baynes con una cinepresa, portò Jung (che cominciò a studiare anche lo sciamanesimo) a contatto con riti e miti delle popolazioni indigene, ed indirettamente con il proprio inconscio.

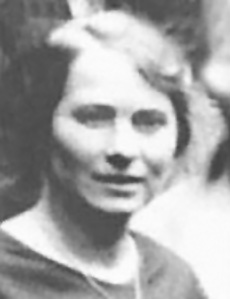
Sabine Spielrein

### Il caso Spielrein
Un caso divenuto celebre è quello della giovane russa Sabine Spielrein, che Jung guarì dalla schizofrenia e che, dopo una travagliata relazione sentimentale con Jung dal 1904 al 1911, si rivolse a Freud e divenne anche lei medico e psicoanalista freudiana. La storia di Carl e Sabine, scoperta da Aldo Carotenuto grazie al carteggio con e tra Freud e Jung, è legata alla prima formulazione del concetto di transfert e alla teoria della pulsione di morte (che Freud prese da un saggio di Sabine). La sua rivelazione ebbe un clamore internazionale per le implicazioni storico-scientifiche oltre che per il suo spessore romantico. Fu al centro di diversi libri e divenne celebre anche dal punto di vista cinematografico.
Tra i film sul caso Spielrein: Prendimi l'anima (2002) di Roberto Faenza e A Dangerous Method (2011) di David Cronenberg. Carotenuto la rappresentò per la prima volta nei mass media in forma di psicodramma in Da Storia nasce Storia (Rai3, 1991) di Ottavio Rosati, dove giocò come attore i tre ruoli di Jung, Freud e Sabine. Rai Cinema sotto la presidenza di Liliana Cavani mise in cantiere anche un film su Jung e Spielrein, destinato alla regia di Nelo Risi, autore del cult Diario di una schizofrenica (1970).

### Archetipi
Animus e Anima rappresentano rispettivamente l'immagine maschile presente nella donna e l'immagine femminile presente nell'uomo. Si manifesta in sogni e fantasie ed è proiettata sulle persone del sesso opposto, più frequentemente nell'innamoramento. L'immagine dell'anima o dell'animus ha una funzione compensatoria con la Persona, è la sua parte inconscia e offre possibilità creative nel percorso di individuazione.
(Carl Gustav Jung, Aspetti del dramma contemporaneo)

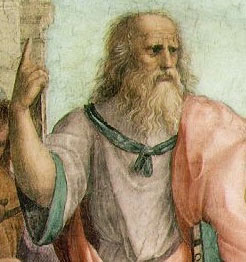
Platone (Raffaello, Scuola di Atene, particolare)

La psiche si compone della parte inconscia, individuale e collettiva, e della parte conscia. La dinamica tra le due parti è considerata da Jung come ciò che permette all'individuo di affrontare un lungo percorso per realizzare la propria personalità in un processo che egli denomina "individuazione". In questo percorso l'individuo incontra e si scontra con delle organizzazioni archetipiche (inconsce) della propria personalità: solo affrontandole egli potrà dilatare maggiormente la propria coscienza. Tra loro "la Persona", "l'Ombra", "l'Animus e l'Anima" e "il Sé". L'archetipo è una sorta di "DNA psichico": il concetto deve molto a Platone e alla sua dottrina delle "idee", oltre che agli studi comparativi tra psicologia, filogenetica ed epigenetica iniziati con Freud.
La Persona (dalla parola latina che indica la "maschera teatrale") può essere considerata come l'aspetto pubblico che ogni persona mostra di sé, come un individuo appare nella società, nel rispetto di regole e convenzioni. Rispecchia ciò che ognuno di noi vuol rendere noto agli altri, ma non coincide necessariamente con ciò che realmente si è.

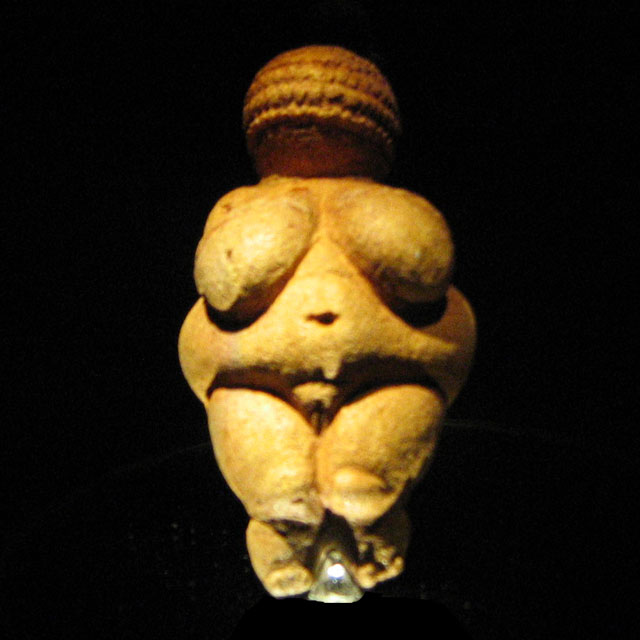
La Venere di Willendorf, un'immagine della "Grande Madre".

Ad esempio, la Grande Madre è una delle potenze numinose dell'inconscio, un archetipo di grande e ambivalente potenza, nello stesso tempo distruttrice e salvatrice, nutrice e divoratrice. L'Ombra rappresenta la parte della psiche più sgradevole e negativa, coincide con gli impulsi istintuali che l'individuo tende a reprimere. Impersona tutto ciò che l'individuo rifiuta di riconoscere e che nello stesso tempo influisce sul suo comportamento esprimendosi con tratti sgradevoli del carattere o con tendenze incompatibili con la parte conscia del soggetto. È, in un certo senso, l'evoluzione junghiana dell'Es freudiano.
Il Sé è il punto culminante del percorso di realizzazione della propria personalità, nel quale si portano a un'unificazione tutti gli aspetti consci e inconsci del soggetto.
Altri archetipi rappresentano immagini universali, che esprimono contemporaneamente positività o negatività: la Grande Madre, il Vecchio Saggio, l'Apollo, numerose figure della religione, ecc. Esse vengono chiamate da Jung, specie quando riprendono figure mitiche, religiose o leggendarie, in particolare di divinità, anche "potenze numinose", riprendendo il termine di Rudolf Otto.

### L'omosessualità secondo Jung
Jung riteneva che gli omosessuali non dovessero essere criminalizzati e che essi fossero in grado di relazionarsi normalmente nella società. Jung riteneva che l'omosessualità fosse però un'immaturità psicologica in cui l'Animus e l'Anima si scambiavano la funzione..

### Jung e la sessualità
Riguardo al sesso, Jung pensava, seguendo le proprie ricerche antropologiche, che andasse sperimentato, come unica via per poterlo poi superare solo in seguito e accedere alla spiritualità completa:
(C.G. Jung, Aion: ricerche sul simbolismo del Sé, p. 207.)
Riguardo al matrimonio e al rapporto di coppia scrisse:
(da La donna in Europa, in Civiltà in transizione. Il periodo fra le due guerre.)

### La cultura psichedelica secondo Jung
Jung aveva sempre negato l’uso di sostanze psichedeliche né le consigliò mai ad altri, anzi mise in discussione l’utilità degli psichedelici per la crescita personale e si oppose decisamente al loro uso terapeutico. Riconosceva che forse le sostanze psichedeliche potevano essere in grado di aprire le porte degli stessi sconosciuti reami dell’inconscio che egli aveva coraggiosamente esplorato con le sue tecniche meditative ed immaginative, ma non ne riconosceva il carattere terapeutico e trasformativo.

### La "querelle" su Jung e il nazionalsocialismo
Nel 1930 Jung fu nominato presidente onorario dell'Associazione tedesca di psicoterapia. L'Associazione, cui aderivano molti psicoterapeuti ebrei, fu sciolta dal nazismo nel 1933. Ne fu creata un'altra, a carattere internazionale, con Jung, cristiano, presidente. Molti psicoanalisti ebrei, espulsi dalla sezione tedesca, poterono così entrare a far parte della sopranazionale (grazie a un articolo da lui proposto nello statuto fondativo), e chiesero loro stessi a Jung di accettare la presidenza. Jung aveva inoltre molti pazienti e amici ebrei. Tuttavia nel 1934 venne messa una clausola, definita "di sicurezza" dai commentatori, per cui la percentuale di psicoanalisti ebrei non poteva superare il 10 %.

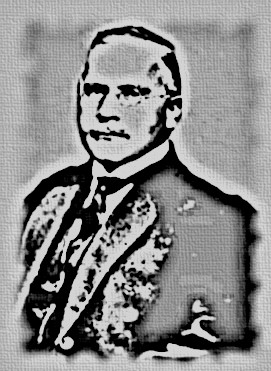
Profilo di Carl Gustav Jung

Nel 1934 Jung fu però criticato per la sua adesione a questa organizzazione, che taluni consideravano di origine nazionalsocialista, per il fatto che la sezione tedesca divenne semplicemente un'emanazione del regime, oltre che per la sua funzione di redattore capo della rivista Zentralblatt für Psychotherapie, un periodico che era divenuto di matrice nazionalsocialista. Al congresso fondativo, tributa un omaggio al perseguitato Freud, riconoscendogli il merito della scoperta dell'inconscio. Tentò anche di aiutarlo finanziariamente durante la fuga dall'Austria, ma Freud rifiutò il denaro dell'ex allievo. 
Jung e i suoi difensori, in questa querelle sulla presunta adesione di Jung al nazionalsocialismo, replicarono sostenendo che la sua presenza in questi organismi avrebbe permesso di salvaguardare l'attività degli psicoterapeuti tedeschi di origine ebraica. I sostenitori di Jung affermano anche che accettò questo incarico non a cuor leggero, ma nella speranza di salvare il salvabile, tant'è che quando egli si accorse di non poter fare nulla, nel 1939 rassegnò le dimissioni dalla carica di presidente della "Società medica internazionale di psicoterapia" e da redattore della rivista nel 1940.

Pochi anni prima, nel 1936, Jung tenne una conferenza che venne poi pubblicata con il titolo di "Il concetto d'inconscio collettivo" e, a proposito del regime nazista e del fanatismo del popolo tedesco, affermò:
(Il concetto d'Inconscio collettivo)
In questa stessa epoca Hitler prendeva il potere in Germania e, sfortunatamente per Jung, il caso volle che il redattore tedesco della rivista, il cui nome compariva accostato a quello di Jung, risultasse essere il professor Mathias Heinrich Göring, di scuola adleriana, e cugino del più famoso Hermann Göring, delfino di Adolf Hitler. Questo psicoanalista era direttore dell'Istituto tedesco per la ricerca psicologica e Psicoterapia di Berlino, di cui Jung non fece mai parte e incontrò Joseph Goebbels con molto disgusto e disagio.

In questo periodo di presidenza Jung scrisse l'articolo Wotan, apparso sulla Neue Schweizer Rundschau, che in seguito divenne il primo capitolo dell'opera Aspetti del dramma contemporaneo. In esso afferma che l'archetipo Wotan/Odino dorme nell'inconscio collettivo dei tedeschi, popolo guerriero dall'epoca dei barbari germani: esso è il dio della guerra e della distruzione, ma anche della rinascita nella mitologia norrena e germanica; se in Hitler si manifesta il primo aspetto (e tramite lui trasmesso alla Germania), quello violento, Jung spera che emerga nei tedeschi anche il secondo. Nell'articolo, sotto l'aspetto della psicoanalisi e dell'antropologia, si trovano anche dure critiche al nazionalsocialismo, considerato anche come fenomeno sociale e non solo psicologico. Già nel 1918 aveva messo in guardia contro il crescente nazionalismo tedesco:
(L'inconscio, pp. 144-145)

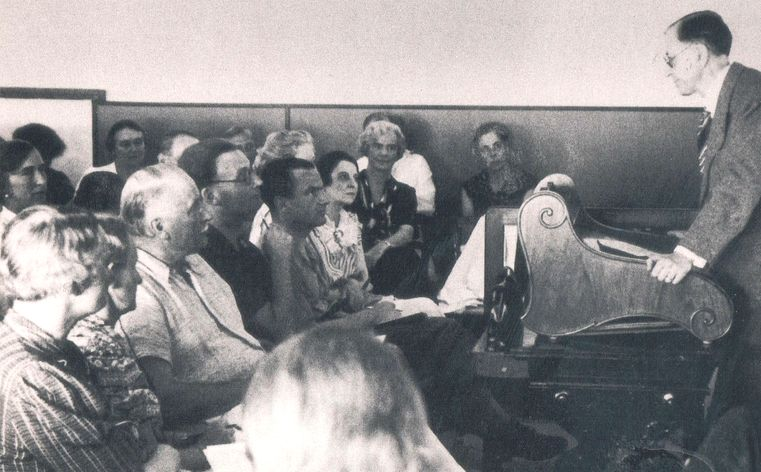
Meeting e conferenza del gruppo Eranos nel 1938; Jung è visibile seduto in platea, a sinistra

Taluni gli rimproverano alcune affermazioni ambigue pubblicate sul giornale, ma a differenza di altri accademici che si asservirono al regime, Jung non ebbe mai la tessera del Partito Nazionalsocialista Tedesco dei Lavoratori, e non elogiò mai la politica di Hitler.
In questo periodo, a causa del suo comportamento non ligio alla dittatura, le autorità hitleriane avevano già preso misure contro Jung: gli era stato negato l'accesso in territorio tedesco (cosicché si ritirò a Basilea, dove insegnava; anche Giappone, Italia e Ungheria gli negarono il visto), le sue opere vennero bruciate o mandate al macero nei paesi d'Europa nei quali era possibile, come accadde in Francia, e il suo nome figurò nella famigerata "lista Otto", vicino a quello di Freud e di molti altri autori vietati in Germania e nei territori occupati, come Karl Marx e Thomas Mann (come testimoniato da alcuni conoscenti e famigliari, Jung temeva molto una vittoria del nazionalsocialismo e un'eventuale invasione della Svizzera durante la seconda guerra mondiale, proprio per via delle sue note posizioni critiche anti-nazionalsocialiste espresse dal 1940 in poi).
Jung vide personalmente Hitler e Mussolini a una parata nel 1939 a Berlino. Descrisse il Führer come un tipo "sciamanico", mentre il duce e Stalin rappresentavano il "capovillaggio"; Mussolini era l'uomo della "forza fisica" ma Stalin era "solo un bruto, un contadino furbo, una belva istintiva e possente, di gran lunga il più potente, questo è vero, di tutti i dittatori".
Anche dopo la guerra la relazione tra Jung e il nazismo causò polemiche e dibattiti. Nella sua autobiografia ("Ricordi, Sogni, Riflessioni") e nella raccolta di testimonianze sulla sua vita Jung parla, appaiono numerosi spunti critici rispetto al fenomeno nazista, che in alcuni suoi scritti e passaggi Jung analizzò, con preoccupazione, da un punto di vista psicologico-analitico collettivo.
Jung, comunque, consapevole com'era delle falsità di tali accuse (la cosa che ammise fu la sottovalutazione della pericolosità del regime ai suoi inizi), non diede mai troppo peso alla questione, ma per avere un quadro più ampio è utile riferirsi allo stralcio di un'intervista del 1949:
Il concetto di inconscio giudaico e inconscio ariano, come l'uso della parola "razza", era comunque stato già introdotto da Freud negli studi psicoanalitici. Secondo documenti desecretati, Jung ebbe rapporti con i servizi segreti statunitensi in funzione anti-nazionalsocialista durante la guerra, e avrebbe rifiutato di diventare lo psicologo analitico di Hitler durante la guerra. Occupandosi di psicoanalizzare il nazionalsocialismo intero, divenne l'agente segreto n. 488 dell'OSS, l'organismo precursore della CIA.
Nel dopoguerra ebbe una breve amicizia e uno scambio epistolare a tre con il diplomatico neonazista esoterico Miguel Serrano e con lo scrittore e oppositore del nazismo Hermann Hesse.

### La visione politica di Jung
(Carl Gustav Jung)

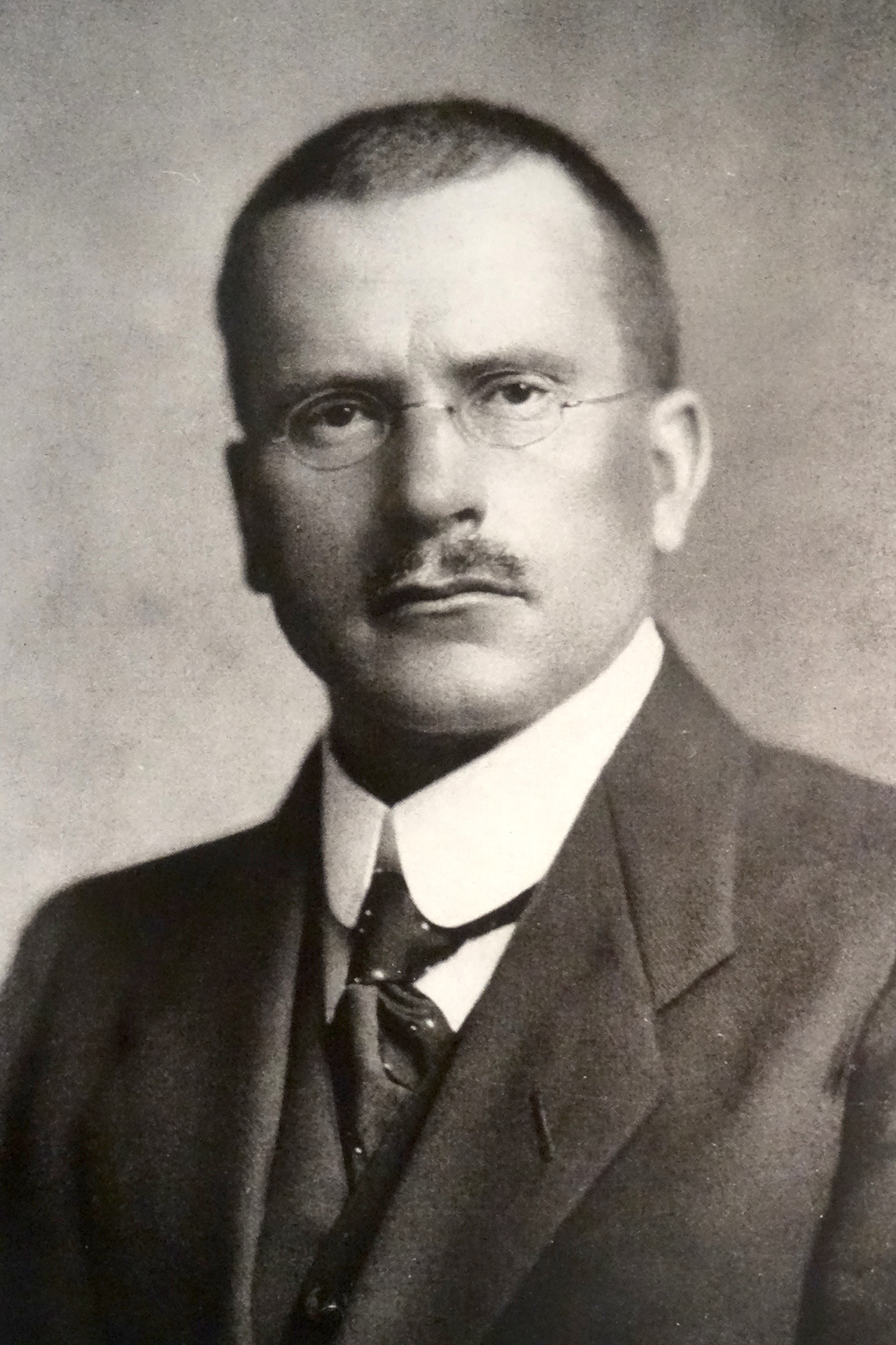
Carl Gustav Jung

Carl Jung era un sostenitore dei diritti individuali nella relazione tra individuo e società. Fu critico della visione dello Stato come un ente da cui gli individui devono dipendere (statalismo assoluto di impronta hegeliana), vedeva inoltre nello Stato un modo per sostituire Dio. Secondo Jung la perdita dei valori religiosi della società occidentale, ha portato l'uomo alla formazione dei totalitarismi comunisti e nazifascisti, nonché ad un senso di nichilismo, materialismo e infelicità..
Jung considerava la politica solo uno specchio dell'inconscio collettivo e dei relativi errori.
(C.G. Jung, Lettere)
Voglio sottolineare che disprezzo la politica di tutto cuore: non sono né un bolscevico, né un nazista, né un antisemita. Sono uno svizzero neutrale e perfino nel mio paese non mi interesso di politica, perché sono convinto che per il novantanove per cento la politica sia solo un sintomo e che tutto faccia tranne che curare i mali sociali.
Circa il cinquanta per cento della politica è detestabile perché avvelena la mente del tutto incompetente delle masse. Ci mettiamo in guardia contro le malattie contagiose del corpo, ma siamo esasperatamente incauti riguardo alle malattie collettive – ancora più pericolose – della mente.
Faccio questa dichiarazione per scoraggiare sin dall’inizio ogni tentativo di coinvolgimenti in qualsivoglia partito politico. Ho delle buone ragioni per farlo: il mio nome è stato più volte portato nella discussione politica anche, come ben sapete, si trova attualmente in uno stato febbrile.
È soprattutto a causa del fatto che mi occupo delle incontestabili differenze all'interno della psicologia nazionale e razziale che si è verificata una serie di fraintendimenti quasi fatali e di errori pratici nelle relazioni internazionali e nelle frizioni sociali interne.
In un’atmosfera come questa, politicamente avvelenata e surriscaldata, è diventato praticamente impossibile condurre una discussione scientifica sana e spassionata su questi problemi così delicati eppure estremamente importanti. Discutere pubblicamente questi problemi avrebbe più o meno la stessa efficacia di un direttore di manicomio che si mettesse a discutere le particolari fissazioni dei suoi pazienti proprio in mezzo a loro.
Vedete, il fatto tragicomico è che tutti sono convinti della loro normalità, esattamente come il dottore stesso è convinto del proprio equilibrio mentale.»
(C.G.Jung, comunicato stampa in occasione di una visita negli Stati Uniti, 4 ottobre 1936, tratto da Jung parla)

### Visione sociologica
Oggi si vuol sentire parlare di grandi programmi politici ed economici ossia proprio di quelle cose che hanno condotto i popoli ad impantanarsi nella situazione attuale, ed ecco che uno viene a parlare di sogni e di mondo interiore... tutto ciò è ridicolo, che cosa crede di ottenere di fronte ad un gigantesco programma economico, di fronte ai cosiddetti problemi della realtà? Ma io non parlo alle nazioni, io mi rivolgo solo a pochi uomini. Se le cose grandi vanno male, è solo perché i singoli individui vanno male, perché io stesso vado male, perciò, per essere ragionevole, l'uomo dovrà cominciare con l'esaminare sé stesso, e poiché l'autorità non riesce a dirmi più nulla, io ho bisogno di una conoscenza delle intime radici del mio essere soggettivo. È fin troppo chiaro che se il singolo non è realmente rinnovato nello spirito neppure la società può rinnovarsi poiché essa consiste nella somma degli individui.»
(Carl Gustav Jung)

### La torre

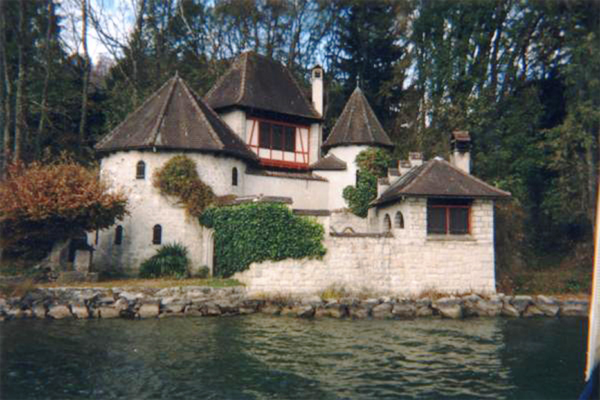
La Torre di Bollingen

Risale al 1923 la costruzione della famosa e in parte misteriosa Torre di Jung. Quell'anno si avvicinava ai cinquant'anni e non trovava più soddisfacente testimoniare con la sola scrittura l'avventura della psicoanalisi e del processo individuativo che in lui si realizzava, voleva cercare un altro modo di simbolizzarlo, un modo che gli desse un'impressione più concreta della scrittura.
Così dopo la morte di sua madre Jung comprò un terreno a Bollingen, al di là del lago di Zurigo. Qui realizzò il progetto di un'abitazione dove trascorreva le vacanze e i fine settimana. Complessivamente risiedeva a Bollingen ben sei mesi l'anno.
All'inizio era solo un edificio circolare a forma di torre, successivamente aggiunse tre sezioni, ampliando così la casa.
L'espandersi della torre andò sempre parallelo con la sua crescita psichica nella totalità della sua vicenda.
L'edificio originale era basso e nascosto fra le due torri, ma all'età di ottant'anni, dopo la morte della moglie nel 1955, si sentì di aggiungere un altro piano.
Allora la casa di Bollingen, priva di elettricità e di acqua e silenziosa diventò il ritiro spirituale di Jung.
Essa darà il nome alla fondazione che curerà la pubblicazione dell'opera junghiana negli Stati Uniti d'America.
L'edificio è visibile ancor'oggi, anche se l'accesso avviene mediante il passaggio in una proprietà privata. Nell'ala dell'edificio affacciato sul lago, protetta dalle mura in sasso che circondano il nucleo centrale della torre, si può ancora vedere la pietra scolpita da Jung. Un'immagine della pietra è visibile nella biografia Ricordi, sogni e riflessioni.

### La fama

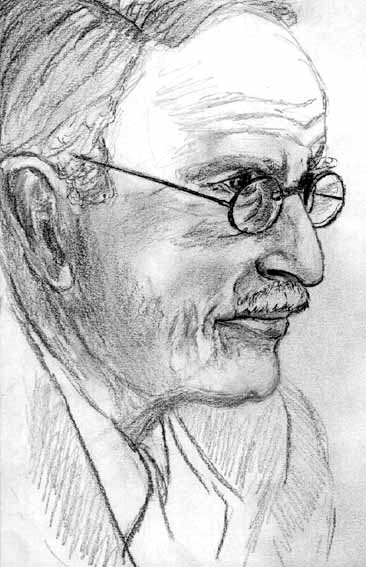
Ritratto di Jung in età matura

Verso la metà degli anni venti colleghi e pazienti smisero si rivolgersi a lui con "Dottore" e venne chiamato "Professore". Nello stesso tempo i suoi viaggi e l'arrivo anche di curiosi dall'estero, portavano la sua fama a estendersi a livello internazionale. Nel 1928, per esempio, dall'Inghilterra giunse Barbara Hannah (1891-1986), nel 1930 dall'Austria Wolfgang Ernst Pauli, dalla Germania Carl Alfred Meier, dall'Ungheria Jolande Jacobi, dagli Stati Uniti Catherine "Katy" Rush Cabot, che con il longevo Joseph Lewis Henderson (1903-2007) è tra i pochissimi ad aver trascritto parole ed eventi di ogni seduta con Jung. Si formò attorno a lui un gruppo di amici, dalla giovane Marie-Louise von Franz, al sinologo Richard Wilhelm (che lo introdusse all'uso del Libro dei Mutamenti e lo affascinò con la sua traduzione del classico taoista Il segreto del fiore d'oro), dall'indologo Heinrich Zimmer al conte Hermann Graf Keyserling (che aveva per amante Victoria Ocampo, poi ritornata in Argentina, e introdusse Jung a diversi aristocratici, come Maria Alice di Sassonia o Victor e Margaret Lüttichau), da Christiana Morgan (nata Drummond Councilman, 1897-1967) al suo amante Henry Murray, poi entrambi analisti di primo piano di Harvard.
Si rivolsero a lui scrittori come Hugh Walpole (del quale ammirava The Prelude to Adventure), H. G. Wells (che lo trasformò in un personaggio del suo The World of William Clissold), F.S. Fitzgerald (per la moglie Zelda) e studiosi come Carola Welcker (moglie di Sigfried Giedion) che gli rimproverò di non aver capito l'arte contemporanea e persino, dopo la guerra, agenti segreti come Allen Welsh Dulles o Mary Rüfenacht Bancroft (1903-1997). Nel 1939 morì Freud e l'ex allievo lo ricordò con un Necrologio.

### Jung e il "paranormale"
(Carl Gustav Jung)
Tra gli interessi di Jung vi era anche il paranormale, un tipo di ricerca sviluppato già in gioventù, analizzando i fenomeni della sua cugina medium. Egli stesso condusse analisi ed esperimenti parapsicologici. Era convinto di essere un sensitivo. Diceva di aver avuto diverse premonizioni e una visione nel 1913 che annunciava la rovina dell'Europa (la prima guerra mondiale).

Jung sosteneva che i fenomeni paranormali fossero segnali dell'inconscio collettivo, come i sogni sono spie dell'inconscio individuale. Cominciò un lavoro analitico su sé stesso, a base di tutta la sua opera, annotando sogni, fantasie e disegnandole anche (immaginazione attiva), in quello che sarebbe diventato il Libro Rosso: non lo pubblicò mai; gli eredi autorizzarono la visione dell'opera solo nel 2001 e la pubblicazione del saggio, di intonazione profetica e ispirato allo stile di Nietzsche, solo tra il 2008 e il 2009. Le illustrazioni riprendono la tecnica visionaria di William Blake. Jung studiò anche la credenza nella reincarnazione, che interpretava originata dai ricordi dell'inconscio collettivo. 
(Carl Gustav Jung, Gli archetipi dell'inconscio collettivo, p. 278)
Nel 1916, di ritorno da Gerusalemme, cominciò invece a scrivere i Sette sermoni ai morti.
Nel 1920 disse di avere assistito alle manifestazioni di un fantasma mentre si trovava in una villa in Inghilterra, una notte mentre era a letto aprì gli occhi e vide accanto a sé una vecchia che lo fissava. Saltato giù dal letto accese una candela e la visione era sparita. 
Jung organizzava regolari sedute spiritiche e si dice che durante una di esse un pesante tavolo di noce si rovesciò, mentre subito dopo un coltello per tagliare il pane, custodito in un cassetto, si spezzò in quattro parti con un rumore simile a un colpo di pistola.
Jung tendeva a spiegare i fenomeni, più che come manifestazioni di spiritismo, come manifestazioni di inconsci turbati e particolarmente sensibili; tuttavia sostenne che certi fenomeni erano, a suo parere, inspiegabili, avvicinandosi a una posizione possibilista. In un libro-intervista del 1950 fu più scettico e spiegò la visione del 1920 come un'illusione ipnagogica semi-onirica derivante dal ricordo di un'anziana paziente affetta da carcinoma, che lui aveva memorizzato. In definitiva, pur credendo all'aldilà, Jung collegava il paranormale alle sue teorie sull'inconscio e gli archetipi.
(da Psicologia dei processi inconsci, p. 65; edizione 1997)

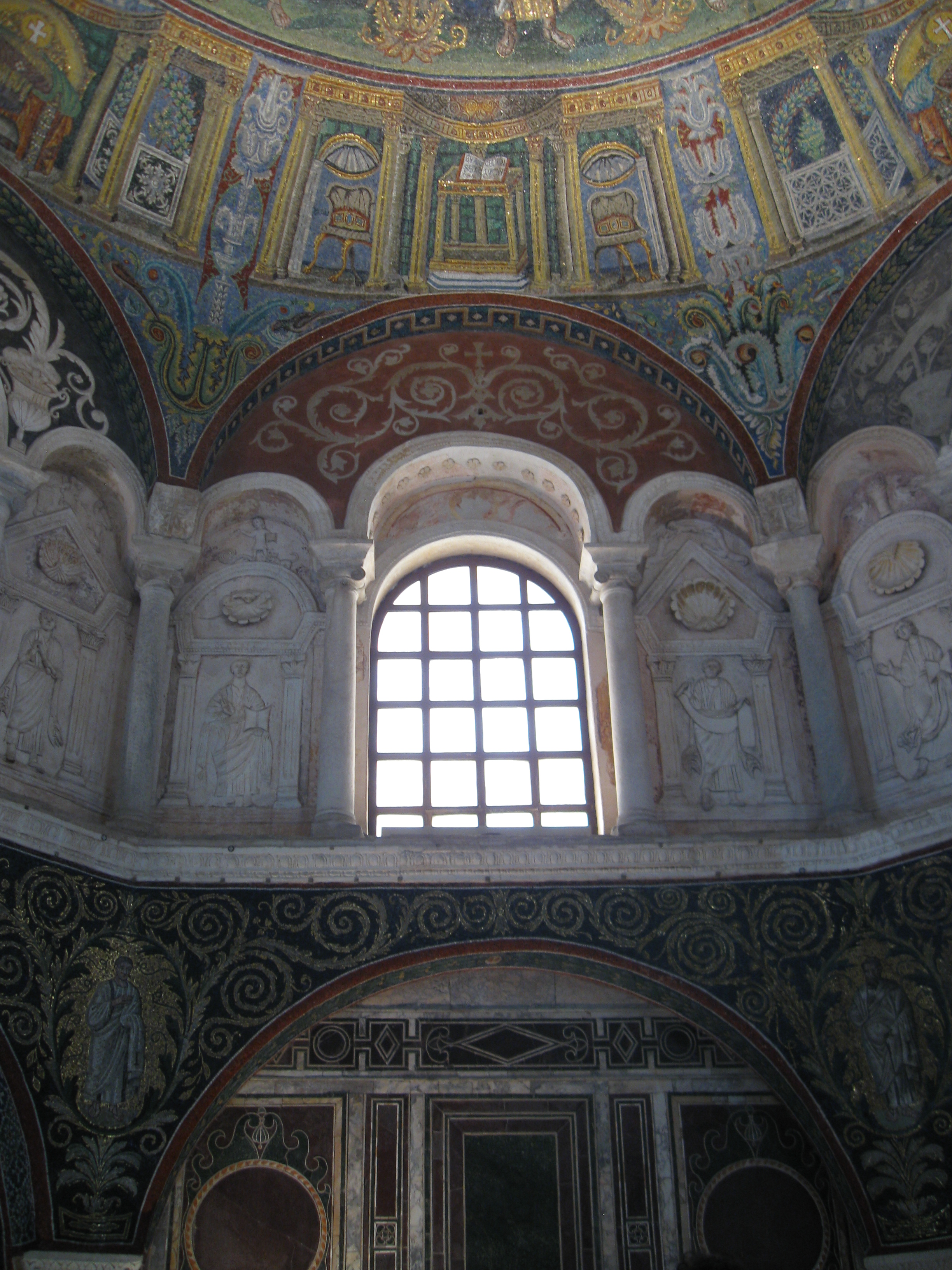
Interno con mosaici del Battistero Neoniano a Ravenna

Tra le sue altre esperienze, percezioni insolite, allucinazioni senza patologia psicotica, interpretate come segnali dell'inconscio personale e collettivo; all'epoca di Jung non venivano usati psicofarmaci e lui stesso aveva mostrato scetticismo sull'uso degli allucinogeni in psichiatria in una lettera del 1955, quindi non è chiaro se sperimentò droghe come la mescalina per indurre stati di alterazione della coscienza, se si trattasse di fantasie vivide o se davvero era in grado di auto-indursi visioni come sosteneva.
Tra le sue esperienze mistiche, una forte connessione agli eventi passati, come durante la visita nel 1913 al mausoleo di Galla Placidia a Ravenna. Jung tornò con un'amica a Ravenna venti anni dopo. Nel Battistero Neoniano entrambi videro un mosaico, raffigurante Cristo che salva san Pietro dalle acque del lago di Tiberiade, che Jung interpretava come un simbolo inconscio di rinascita psicologica. In realtà tale mosaico non esisteva (è presente invece il battesimo di Cristo nel fiume Giordano), se non nelle intenzioni originali dei costruttori, ed era quindi frutto dell'immaginazione di Jung e della sua accompagnatrice.
Nel 1944 ebbe un incidente domestico e si fratturò una gamba, e, durante il ricovero, un successivo infarto miocardico dovuto a embolia polmonare, che gli causò una perdita di coscienza per tre settimane. Quando si riprese sostenne di aver avuto, in coma, un'esperienza di pre-morte, comprendente un'esperienza extra-corporea in cui disse di aver visto la Terra dallo spazio (descrivendo una situazione simile a quella che vivranno i primi astronauti e cosmonauti), visioni di un luogo luminoso e viaggi "extradimensionali", e descrisse così l'inizio dell'esperienza:
Jung descrive una sorta di meteorite, come una casa, simile a certi blocchi di granito di Ceylon, nei quali viene a volte scavato un tempio: la porta ha lampade accese e a destra siede, in attesa, un indù a gambe incrociate nella posizione del loto.
Nel suo testo autobiografico Ricordi, sogni, riflessioni, commentò anche:
(Intervista a Jung)
Per questi interessi, Jung è stato criticato dagli psicoanalisti classici di scuola freudiana e dai materialisti, per aver dato, a loro avviso, troppo credito al paranormale nel mondo moderno, mescolando indebitamente psicologia, pseudoscienza e religione.

#### Paranormale e fisica quantistica: Jung e Pauli
Fanno parte di queste credenze nel paranormale gli scritti che Jung pubblicò nel 1952 sulla sincronicità: secondo questa spiegazione alcuni fenomeni avvengono in modo sincrono senza che vi siano correlazioni di causa-effetto, poiché hanno un'origine comune, un fine comune e una comunanza evidente di significato, e sono parte di uno stesso meccanismo apparentemente attribuibile ad una sorta di "destino".
Jung, da parte sua, era anche affascinato dalla fisica quantistica e dalle particelle subatomiche che possono scomparire e apparire in altri punti remoti, collegati da "misteriose connessioni", nonché dalla teoria del multiverso, oltre che dalla relatività di Einstein e gli studi di Schrödinger (si veda anche la sua collaborazione con Pauli); egli le vedeva se non come possibili conferme scientifiche dei suoi concetti psicologici sulla sincronicità e il paranormale, almeno come riprova di una diffusione di tali concetti e dell'estensibilità di tali dinamiche; riferendosi inoltre alle invisibili connessioni di cui egli parlava, a livello estremamente piccolo, si potrebbero trovare analogie con la teoria scientifica delle stringhe, proposta da alcuni fisici in anni più recenti, e il fenomeno dell'entanglement quantistico.
Il fisico teorico e sperimentale Premio Nobel Wolfgang Pauli, inizialmente suo paziente, collaborò con Jung agli studi sulla sincronicità.
Il confronto intellettuale generò quella ricerca nota come "il quarto escluso", individuato in fisica classica nel modello di triade e in alchimia nel modello sviluppato da Jung negli studi sull'alchimia, perché questo processo simbolicamente rappresentato completava una triade fino ad allora in attesa di un quarto elemento che sciogliesse i dubbi ancora presenti sulla validità di ciò che era stato compreso, verificato e accettato dalla scienza fino a quel momento. La sincronicità si rivelava così essere il modello ideale per sciogliere molti dei dubbi innescati anche nel modello di triade in fisica classica: 1) tempo 2) spazio 3) causalità; al "quarto escluso" è stato appunto dato il nome di sincronicità.

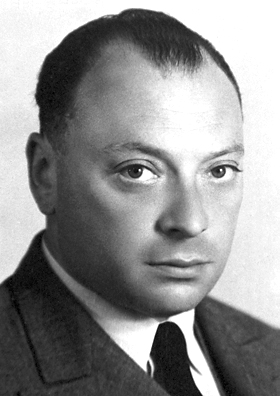
Wolfgang Pauli

In analogia alla causalità che agisce in direzione della progressione del tempo e mette in connessione fenomeni che accadono nello stesso spazio ma in istanti diversi, come per esempio l'entanglement, viene ipotizzata l'esistenza di un principio che mette in connessione fenomeni che accadono nello stesso tempo ma in spazi diversi. Viene cioè ipotizzato che oltre lo svolgimento di un evento conforme al principio in cui in tempi diversi accadono avvenimenti provocati da una medesima causa, ne esista un altro in cui accadono avvenimenti nello stesso tempo ma in due spazi differenti perché, essendo casuali, non sono direttamente provocati da un effetto, risultando così aderenti a un principio di a-temporalità.
Nel 1952 Jung e Pauli pubblicarono due saggi nel volume Naturerklärung und Psyche. Nel proprio saggio Pauli applicava il concetto di archetipo alla costruzione delle teorie scientifiche di Keplero, mentre Jung intitolava il proprio Sincronicità come Principio di Nessi Acausali. Dopo più di venti anni di dubbi e ripensamenti di carattere etico-intellettuale, l'analista si decise a definire il concetto per cui riteneva "d'essere scientificamente impreparato" a enunciare. Jung, rigoroso e pragmatico scienziato, è infatti imbarazzato verso la comunità scientifica per l'evidente orientamento dei suoi studi in cui evidenze empiriche divengono fenomenologie su cui lavorare con metodo scientifico.
Nella prefazione del saggio scrive che: «la sincronicità è un tentativo di porre i termini del problema in modo che, se non tutti, almeno molti dei suoi aspetti e rapporti diventino visibili e, almeno spero, si apra una strada verso una regione ancora oscura, ma di grande importanza per quanto riguarda la nostra concezione del mondo».

#### Interventi sugli allievi
Intervenne anche con scritti in omaggio di suoi allievi, come Toni Wolff, Linda Fierz-David (1891-1955), Jolande Jacobi, Frances G. Wickes, H. G. Baynes, Gerhard Adler, Hedwig von Roques, Marie-Louise von Franz ed Erich Neumann. Allievi più distanti furono Hans Schär, William Purcell Witcutt, Victor White, Gerhard Frei, Hans Trüb, Philip Wylie, Ira Progoff, Gustav Bally (1893-1966), Hans Bänziger. Altri letterati e studiosi che a lui si riferirono sono John Boynton Priestley, Philip Toynbee, Károly Kerényi.

### L'alchimia e l'astrologia

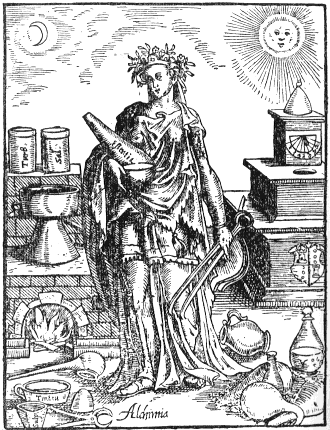
Allegoria dell'alchimia

Gli ultimi lavori e scritti di Jung si concentrarono sull'alchimia. L'ultimo libro s'intitola infatti Mysterium Coniunctionis, che tratta dell'archetipo omonimo, il "Mysterium Coniunctionis" o matrimonio sacro o "alchemico" tra il Sole e la Luna.
Jung ha riesaminato la teoria e il simbolismo alchemico e ha cominciato a mettere in luce il significato del lavoro alchemico come ricerca spirituale.
L'esposizione junghiana della teoria dei rapporti intercorrenti tra alchimia e inconscio si trova in varie sue opere che abbracciano un arco di tempo che va dai primi anni quaranta a poco prima della sua scomparsa:
- Psicologia e alchimia (1944)
- Psicologia del transfert (1946)[50]
- Saggi sull'alchimia (1948)
- Mysterium Coniunctionis (1956).

La tesi dello psicoanalista svizzero consiste nell'identificazione delle analogie esistenti tra i processi alchemici e quelli legati alla sfera dell'immaginazione e in particolare a quella onirica.
Secondo Jung, le fasi attraverso le quali avverrebbe l'opus alchemicum avrebbero una corrispondenza nel processo di individuazione, inteso come consapevolezza della propria individualità e scoperta dell'essere interiore. La Grande Opera, con cui l'alchimista tenta la fabbricazione della pietra filosofale diventa la metafora del procedimento di individuazione. Mentre l'alchimia non sarebbe altro che la proiezione (psicologia) nel mondo materiale degli archetipi dell'inconscio collettivo, il procedimento per ottenere la pietra filosofale rappresenterebbe l'itinerario psichico che conduce alla coscienza di sé e alla liberazione dell'io dai conflitti interiori.
Il processo in termini ancora più collettivi è riconoscibile tramite le sue tappe, assimilate da Jung alle fasi di realizzazione della Grande Opera: nigredo, albedo, rubedo. 
La nigredo degli alchimisti, è caratterizzata dall'archetipo dell'Ombra, ossia il rimosso oscuro. L'albedo è caratterizzata dall'incontro con l'archetipo dell'Anima per il maschio e l'Animus per la donna. L'Anima rappresenta tutti quegli aspetti prettamente psichici e mentali, ossia il primo contatto iniziatico dell'individuo con la propria psicologia. La citrinitas, è caratterizzata dall'incontro con il Vecchio Saggio. Tale archetipo è da intendere come il corrispondente speculare della figura maschile, ossia paterna, della Grande Madre. È quell'archetipo in cui sono rinchiuse tutte le potenzialità dell'individuo, ossia la sua previsione, la sua capacità di ragionamento e la sua esperienza. La Grande Madre rappresenta la meta finale della psicologia femminile e l'evoluzione che rappresenta. La rubedo, infine, la fase in cui l'alchimista crea la pietra filosofale, è invece raffigurata dall'incontro con l'archetipo del Sé, la summa del percorso di individuazione.
Jung studiò anche approfonditamente l'astrologia e la legò alle sue teorie sui tipi psicologici.

Jung nel 1955

### Concezione di Dio
Jung era un cristiano protestante, di confessione riformata, tuttavia nutrì interesse per le tradizioni orientali (scrivendo la prefazione al citato I Ching nonché al Libro tibetano dei morti) e per molte religioni, filosofie e culture straniere, specie per il neoplatonismo e lo gnosticismo. Riteneva che l'uomo occidentale dovesse comunque rimanere legato alle proprie tradizioni archetipiche, ad esempio non aderire a religioni orientali. Sosteneva di non credere a nulla per tradizione, ma affermava di "credere per esperienza", come riportato nella seguente citazione:
In una lettera a The Listener, Jung chiarisce cosa intenda per "Dio": 
(C.G. Jung, Opere, vol. 11°: Psicologia e religione, p. 487)
Egli affermava di non avere una fede, ma di credere in ciò che sentiva verificato in sé 
(C.G.Jung, Sui sentimenti e sull'Ombra, intervista del 1959)
(Libro rosso)

Nel Libro rosso, pubblicato nel 2009, Jung illustra il proprio concetto di Dio: negli anni della sperimentazione su sé stesso aveva maturato un Dio personale, riflesso di contenuti inconsci:

(Libro rosso)
 Si tratta di un Dio ambivalente, come precisa nei Sette sermoni ai morti parlando della figura divina gnostica di Abraxas (Jung soleva portare un anello con inciso questo nome):
Jung ebbe rispetto della religiosità dei suoi pazienti, senza coinvolgerla troppo nella terapia o metterla in dubbio: l'aspetto terapeutico per lui risultava più importante della fede professata, talvolta considerandola un modo per vivere gli archetipi, o consigliando la confessione ai pazienti cattolici. Riguardo a questo fatto, rimane da chiarire se nella sua teoria si dia una distinzione reale tra l'uomo e Dio, o se quest'ultimo non si riduca a una produzione o una mera interpretazione della psiche di qualcosa che direttamente non può essere sperimentato, anche a motivo di una nozione - l'archetipo - affascinante, ma vaga e ambigua, e che è l'unico tramite possibile che può essere esperito.
Resta da chiarire se Jung ritenesse ammissibile o credesse davvero a una rivelazione storica, irriducibile al soggetto e all'analisi psicologica: Jung infatti rifiuta la possibilità che sia mai avvenuta fisicamente la risurrezione di Gesù, per il semplice fatto che i morti non resuscitano, e la nozione di peccato o di male sembra essere sempre da lui ricondotta al disordine mentale, alla deviazione o al disagio psichico.
In merito al problema del male e alla teodicea, notevole la sua opera Risposta a Giobbe, in cui, esaminando il libro di Giobbe, Jung si scaglia contro la "selvatichezza e perversità divina [di] un Dio smodato nelle sue emozioni...roso dall'ira e dalla gelosia". In questo e in altri documenti, Jung sembra esprimere una forte inclinazione verso il misoteismo, descrivendo il Dio biblico come il Demiurgo gnostico.
(C.G. Jung, Jung parla. Interviste e incontri, Adelphi, Milano 1995, p. 292)

Riguardo all'Islam, Jung fece un raffronto tra Maometto e Hitler:
In ambito cattolico, egli commentò la proclamazione del dogma dell'assunzione di Maria da parte di papa Pio XII nel 1954 come un fatto positivo; Jung rimase da essa impressionato, ritenendola "l'evento più rilevante della storia del cristianesimo dai tempi della riforma", definì tale proclamazione "petra scandali per una mente priva di sensibilità psicologica", affermando che tuttavia "il metodo che il Papa adopera per dimostrare la verità del dogma ha senso per la mente psicologica". Jung aveva esplorato in particolare anche il dogma della Immacolata concezione e l'importanza data dalla Chiesa cattolica alla figura mistica rappresentata dalla Madonna. Nel nuovo dogma Jung apprezzava in particolare l'estensione simbolica della Trinità a una "quaternità", che apriva finalmente il cristianesimo alla dimensione sacra femminile e, quindi, alla totalità..
Jung riteneva molto importante anche l'elemento pagano dell'inconscio collettivo occidentale:
(C.G Jung, L'inconscio)

### Mandalanel cielo: Jung e il "fenomeno UFO"

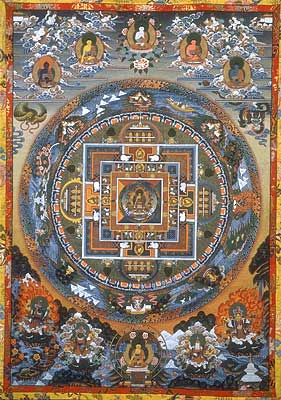
Maṇḍala buddhista tibetano

Jung scrisse quattro saggi sui Maṇḍala, i disegni rituali buddisti e induisti, dopo averli studiati per oltre venti anni. Secondo Jung, durante i periodi di tensione psichica, figure mandaliche possono apparire spontaneamente nei sogni per portare o indicare la possibilità di un ordine interiore. Il simbolo del mandala, quindi, non è solo un'affascinante forma espressiva ma, agendo a ritroso, esercita anche un'azione sull'autore del disegno perché in questo simbolo si nasconde un effetto magico molto antico: l'immagine ha lo scopo di tracciare un magico solco intorno al centro, un recinto sacro della personalità più intima, un cerchio protettivo che evita la "dispersione" e tiene lontane le preoccupazioni provocate dall'esterno; oltre a operare al fine di restaurare un ordinamento precedentemente in vigore, un mandala persegue anche la finalità creativa di dare espressione e forma a qualcosa che tuttora non esiste, a qualcosa di nuovo e di unico. Come afferma Marie-Louise Von Franz (allieva di Jung), il secondo aspetto è ancora più importante del primo, ma non lo contraddice poiché, nella maggior parte dei casi, ciò che vale a restaurare il vecchio ordine, comporta simultaneamente qualche nuovo elemento creativo.

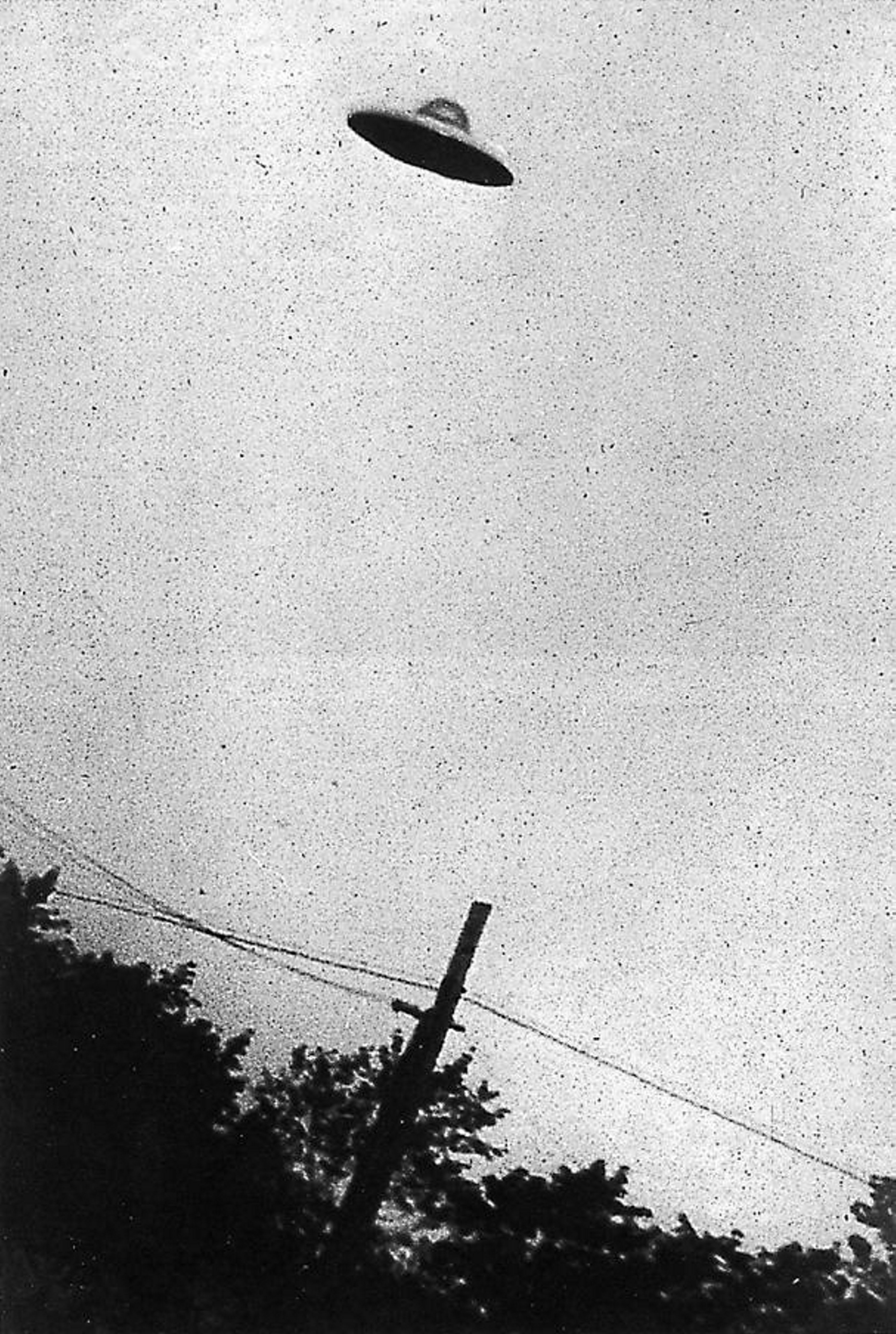
Presunto UFO nel New Jersey (1952)

Collegandosi a ciò, Jung, a partire dagli anni quaranta, si occupò anche di un fenomeno nuovo, che s'intensificava sempre di più, soprattutto dalla fine della seconda guerra mondiale. Si trattava degli "oggetti volanti non identificati", o UFO. Jung, che leggeva tutto ciò che veniva pubblicato in merito, nei suoi scritti si occupò più volte del tema e tre anni prima di morire, nel 1958, pubblicò un saggio dal titolo Un mito moderno. Le cose che si vedono in cielo, che può esser visto come una puntuale interpretazione psicologica del fenomeno, ma anche come una ricapitolazione essenziale delle sue principali idee sulla psiche, e insieme come un messaggio - uno degli ultimi - in cui trovano posto le speranze e i timori che egli nutriva sul futuro dell'umanità.
Per Jung la coscienza del nostro tempo è lacerata, frammentata da un contrasto politico, sociale, filosofico e religioso di eccezionali dimensioni. L'Io si è troppo allontanato dalle sue radici inconsce; le "meraviglie" della scienza e della tecnica sembrano volgersi in forze distruttive. I dischi volanti rappresentano visioni, oggettivazioni fantastiche di un inconscio troppo duramente represso. Tra le varie ipotesi è dunque "un archetipo a provocare una determinata visione".
Jung considera con distacco e ironia l'esistenza degli UFO come fenomeno fisico, sebbene nell'ultima parte del suo saggio egli sembri disposto a dare un certo credito alla loro esistenza, per introdurre cautamente l'ipotesi che esista una sincronicità tra inconscio e fenomeno reale.

### Una vita per la psicoanalisi
(Ricordi, sogni, riflessioni)

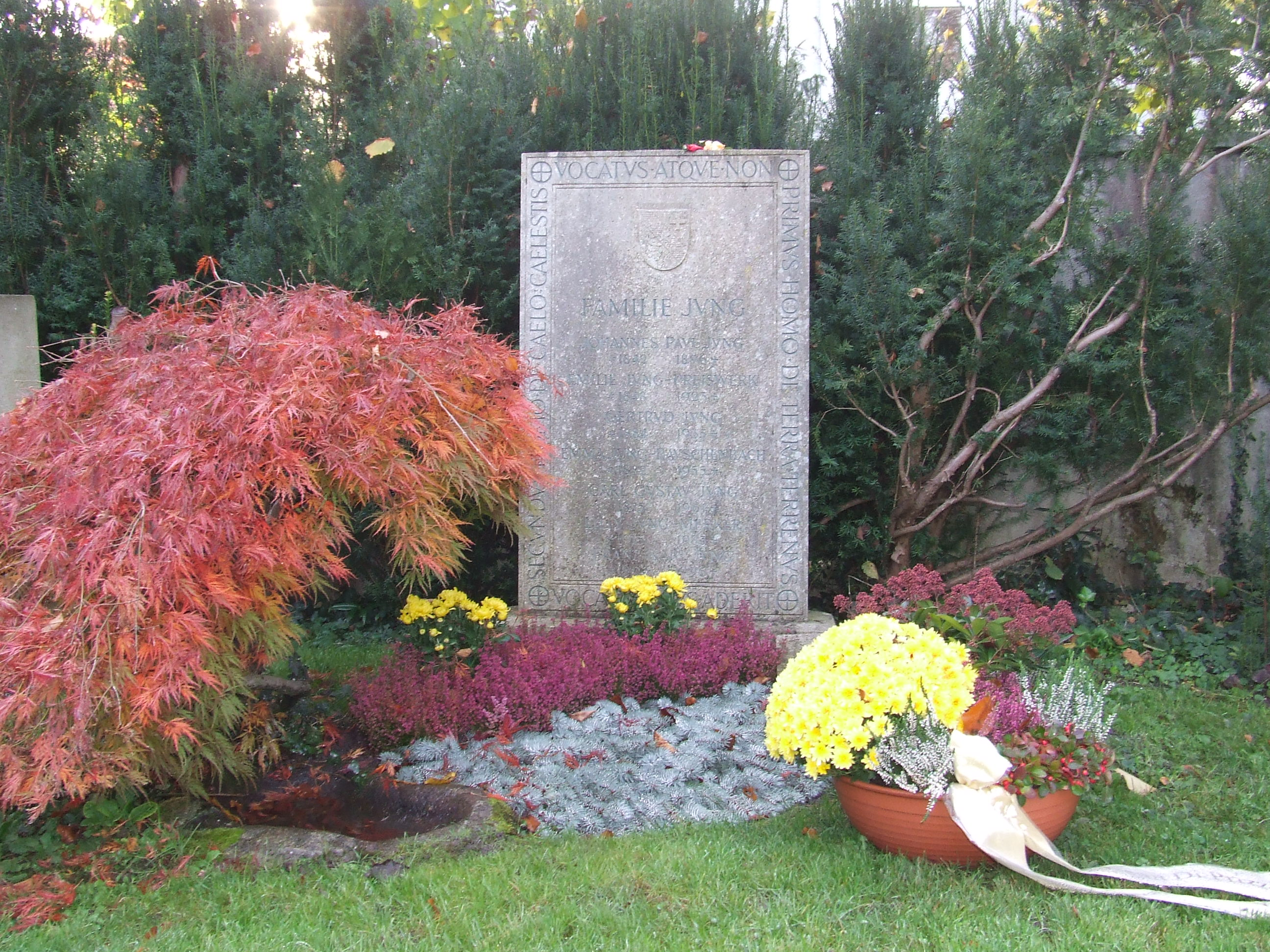
Tomba della famiglia Jung a Küsnacht, dove riposano i resti di Carl Gustav Jung e della moglie Emma.

Nel 1953 morì Toni Wolff. Al funerale si recò solo Emma, perché Carl Gustav non se la sentì. Non si evitò quello della moglie, due anni dopo. Morì lui stesso il 6 giugno 1961, dopo una breve malattia cardiovascolare, nella sua casa sul lago. La figlia Gret raccontò la morte di Jung per il documentario Dal profondo dell'anima di Werner Weick:
Dopo una cerimonia religiosa, Jung venne sepolto nel cimitero di Küsnacht, nella tomba di famiglia.

## Precursori ed epigoni

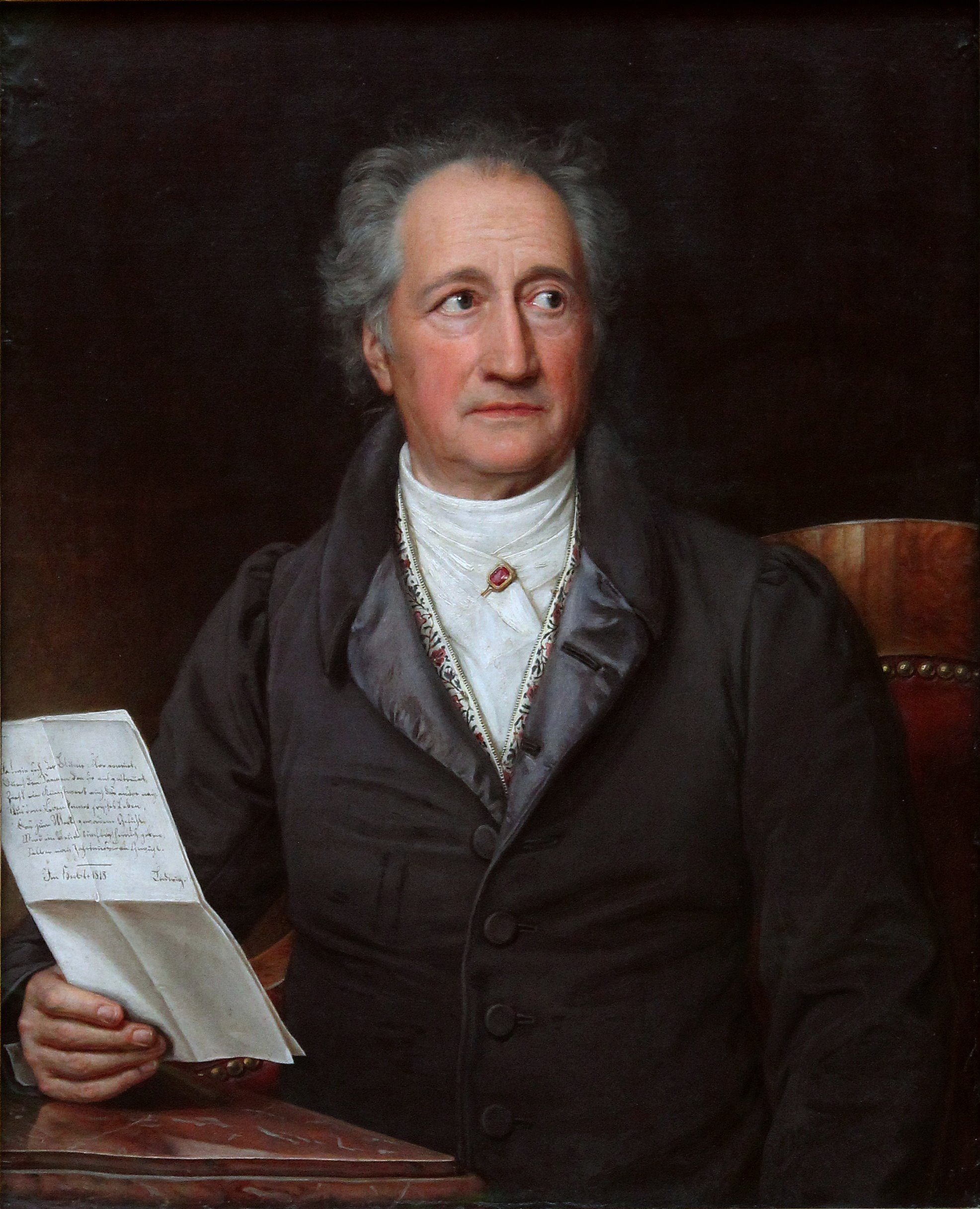
Johann Wolfgang von Goethe

Fra i precursori di Jung figurano soprattutto Platone, il neoplatonico Plotino, Johann Wolfgang von Goethe (che Jung sentiva legato a sé, al punto che da ragazzo diceva ai compagni di scuola di esserne la reincarnazione), Johann Heinrich Jung-Stilling, Carl Gustav Carus, Emanuel Swedenborg, Johann Jakob Bachofen, Herbert Silberer e Pierre Janet. Importanti furono anche le letture giovanili di Immanuel Kant, Friedrich Nietzsche (soprattutto Così parlò Zarathustra), Friedrich Schelling, Cesare Lombroso, Arthur Schopenhauer e Jacob Burckhardt, e ovviamente la collaborazione con Sigmund Freud.
Da ragazzo aveva letto anche letteratura di autori come Friedrich Gerstäcker e Friedrich Theodor Vischer.
Spesso si dimentica il fatto che avesse finito precocemente il liceo e fatto studi di medicina e che nella famiglia materna vi erano diversi appassionati di spiritualismo e occultismo. Alcuni, richiamando i suoi studi esoterici sull'alchimia e il simbolismo parlano di influenze antiche e sapienziali, anche dall'oriente (il libro I Ching).
Diverse testimonianze raccontano di come conoscesse bene il latino e amasse leggere le opere classiche e medievali.
Qualcuno ha fatto un paragone con il trascendentalismo di Ralph Waldo Emerson, specialmente con l'idea di Over-Soul (dalla prima serie di Essays), e con la conferenza Demonology (1839), della serie Human Life), ma non si sa se Jung l'avesse letto.
Filosofi, psicologi, psichiatri e intellettuali che si riconoscono nella psicologia analitica, fanno parte della International Association for Analytical Psychology (IAAP), mentre la maggior parte degli epigoni italiani di Jung, filosofi, psichiatri e psicologi, fanno parte dell'Associazione Italiana di Psicologia Analitica (AIPA) o del Centro Italiano di Psicologia Analitica (CIPA).
L'influenza junghiana è presente anche su psicologi non prettamente appartenenti alla sua scuola, come Jordan Peterson.

## Jung nella cultura

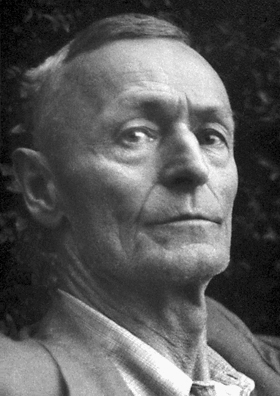
Hermann Hesse, paziente di un allievo di Jung e in seguito di Jung stesso

### Influenza del pensiero di Jung in letteratura e filosofia
- Hermann Hesse
- Hermann Broch
- Cesare Pavese
- Hilda Doolittle
- Northrop Frye
- Thomas Stearns Eliot
- Timothy Irving Frederick Findley
- Philip K. Dick
- Ignazio Silone
- Miguel Serrano
- Jordan Peterson[76]
- Fernando Sánchez Dragó[77][78][79]

### Junghiani e junghismo
- Eranos (collettivo)
- Aniela Jaffé
- Marie-Louise Von Franz
- Jolande Jacobi
- Toni Wolff
- Carl Alfred Meier
- Hans Eysenck
- James Hillman
- Michael Fordham
- Charles Boudouin
- Jules Angst
- Erich Neumann
- Ernst Bernhard
- Adolf Guggenbühl-Craig
- Silvia Montefoschi
- Sabina Spielrein
- Mario Trevi
- Dora Kalff
- Aldo Carotenuto
- Giuseppe Maffei[80]
- Umberto Galimberti
- Paul Watzlawick (di formazione junghiana, poi se ne distaccò)
- Ronald D. Laing
- Emma Jung
- Murray Stein
- Luigi Zoja

### Influenza di Jung sull'arte
Jung influenzò il cinema. Influenzò tramite l'allievo Ernst Bernhard larga parte dei film di Federico Fellini e influenzò anche le prime opere di Jackson Pollock, che conobbe le teorie di Jung grazie al dott. Henderson, suo seguace, che lo ebbe a lungo in cura. 
Jung è citato in numerose canzoni.
Ad esempio, nella stesura di alcuni dei testi dell’album Synchronicity dei The Police, Sting fa riferimento alla teoria della sincronicità di Carl Gustav Jung (in una delle foto di copertina sta leggendo un suo libro).
Jung compare tra i diversi personaggi della copertina dell'album dei Beatles Sgt. Pepper's Lonely Hearts Club Band.
L'artista Maria Lai fu profondamente influenzata dal suo percorso, di Jung se ne trova traccia soprattutto nella fase dei libri cuciti degli anni ottanta.

Nell'artista genovese Claudio Costa si trovano influenze junghiane, sia nel suo operato artistico sia nel suo metodo d'indagine e interpretazione del visibile attraverso la serie "per un museo dell'Alchimia"
Il concetto di "Inconscio collettivo" viene menzionato e trattato in Serial Experiments Lain, serie animata giapponese del 1998 diretta da Ryūtarō Nakamura.
Nel 2017 il rapper Caparezza ha inserito nel suo album Prisoner 709 una canzone a lui dedicata chiamata Forever Jung.
Carl Jung appare come personaggio nel videogioco Everhood 2 del 2025.

### Filmografia su Jung
Film che trattano della figura di Jung:
- Jung on Film, regia di Stephen Segaller - documentario (1957)
- Freud, regia di Moira Armstrong - serie TV (1984)
- Matter of Heart, regia di Mark Whitney - documentario (1986)
- Remembering Jung, regia di Suzanne Wagner - documentario (1986)
- Carl Jung: Wisdom of the Dream - serie TV (1989)
- The World Within: C.G. Jung in His Own Words, regia di Suzanne Wagner - documentario (1990)
- Cattiva, regia di Carlo Lizzani (1991)
- Prendimi l'anima, regia di Roberto Faenza (2002)
- Lapis Movie, regia di Angelo Conforti - documentario (2005)
- Carl Gustav Jung, regia di Salomón Shang - documentario (2007)
- A Dangerous Method, regia di David Cronenberg (2011)
- Genius, regia di Ron Howard e Minkie Spiro (2016) - episodio 5

## Opere
- I fenomeni occulti. 1902 o Psicologia e patologia dei cosiddetti fenomeni occulti (Zur Psychologie und Pathologie sogenannter okkulter Phänomene, 1902), trad. di Guido Bistolfi, Torino: Boringhieri, 1974; trad. di Silvano Daniele, Torino: Boringhieri, 1980 ISBN 88-339-0242-0; trad. di Celso Balducci, Roma: Newton Compton 1991 ISBN 88-7983-612-9; a cura di Roberto Bordiga, introduzione di Federico De Luca Comandini, Milano: Mondadori, 1992 ISBN 88-04-36129-8
- La teoria freudiana dell'isteria (Die Freudsche Hysterietheorie, 1908)
- L'analisi dei sogni (1909), trad. di Lucia Personeni e Silvano Daniele, Torino: Boringhieri, 1978 ISBN 978-88-339-0233-3
- A proposito di una critica della psicoanalisi (1910)
- Psicoanalisi (1912)
- Saggio di esposizione della teoria psicoanalitica (Versuch einer Darstellung der psychoanalytischen theorie, 1913), trad. di Celso Balducci, introduzione di Flavio Manieri, Roma: Newton Compton, 1970
- Aspetti generali della psicoanalisi (1913)
- La libido: simboli e trasformazioni (Wandlungen und Symbole der Libido, 1912), trad. di Renato Raho, Torino: Boringhieri, 1965; trad. di Girolamo Mancuso, introduzione di Ignazio Majore, Newton Compton 1975 ISBN 88-7983-247-6
- L'inconscio (1914-17), Milano: Mondadori ISBN 88-04-39192-8
- Sulla psicoanalisi (1916)
- Dizionario di psicologia clinica. 1921 (1921), trad. di Cesare Musatti e Luigi Aurigemma, Torino: Boringhieri 1977 ISBN 88-339-0231-5
- La donna in Europa (Die Frau in Europa, 1927)
- L'Io e l'Inconscio (Die Beziehungen zwischen dem Ich und dem Unbewussten, 1928), trad. di Arrigo Vita, Torino: Boringhieri, 1948; con introduzione di Mario Trevi (1967) ISBN 88-339-0028-2
- Energetica psichica. 1928 (Über die Energetik der Seele, 1928), trad. di Guido Bistolfi, Torino: Boringhieri 1980; trad. di Silvano Daniele, Torino: Bollati Boringhieri 2000 ISBN 88-339-0241-2
- Paracelso (1929)
- Analisi dei sogni. Seminario tenuto nel 1928-30 (Traumanalyse: nach Aufzeichnung der Seminare, 1928-30), a cura di William McGuire, ed. italiana a cura di Luciano Perez, saggio introduttivo di Augusto Romano, Torino: Bollati Boringhieri, 2006 ISBN 88-339-5704-7
- Sigmund Freud come fenomeno storico-culturale (1932)
- La psicologia del Kundalini-Yoga. Seminario tenuto nel 1932, a cura di Sonu Shamdasani, ed. italiana a cura di Luciano Perez, Torino: Bollati Boringhieri, 2004 ISBN 978-88-339-5740-1
- Psicologia e Alchimia (Psychologie und Alchemie, 1935 Eranos Jarbuch), trad. di Roberto Bazlen, Roma: Astrolabio, 1949; trad. riveduta da Lisa Baruffi, Torino: Bollati Boringhieri, 1972 ISBN 88-339-0719-8
- Wotan (1936)
- Lo Yoga e l'Occidente (1936)
- Lo «Zarathustra» di Nietzsche. Seminario tenuto nel 1934-39, Torino: Bollati Boringhieri, 2011 ISBN 978-88-339-2127-3
- Il mondo sognante dell'India (Die träumende Welt Indiens, 1939)
- Quel che l'India può insegnarci (Was Indien uns lehren kann, 1939)
- Sigmund Freud: necrologio (1939)
- Paracelso come medico (Paracelsus als Arzt, 1941)
- Il fanciullo e la Core: due archetipi. 1940-41 (Einführung in das Wesen der Mythologie, 1940-41), Torino: Bollati Boringhieri 1981 ISBN 88-339-0246-3
- Paracelso come fenomeno spirituale (Paracelsus als geistige Erscheinung, 1942)
- Psicologia e educazione. 1926-46 (Psychologie und erziehung, 1942-46), trad. di Roberto Bazlen, Roma: Astrolabio, 1947; Torino: Bollati Boringhieri 1979 ISBN 88-339-0240-4
- Psicologia del transfert (Die Psychologie der Übertragung, 1946), trad. di Silvano Daniele, Milano: Il Saggiatore, 1961; Milano: Garzanti, 1974; con introduzione di Mariella Loriga Gambino, Milano: Mondadori, 1985
- Il problema dell'Ombra (1946)
- I fondamenti psicologici della credenza negli spiriti (1920-48)
- Saggio d'interpretazione psicologica del dogma della Trinità (1942-48)
- Psicologia e poesia. 1922-50 (Psychologie und Dichtung, 1922-50), Torino: Bollati Boringhieri ISBN 88-339-0237-4
- La sincronicità (Über Synchronizität, 1952), Torino: Bollati Boringhieri ISBN 88-339-0243-9
- Risposta a Giobbe. 1952 (Antwort auf Hiob, 1952), Torino: Bollati Boringhieri ISBN 88-339-0679-5
- Risposta a Martin Buber (1952)
- Il simbolo della trasformazione nella messa o Il simbolismo della messa (Das Wandlungssymbol in der Messe, 1942-54), trad. di Elena Schanzer, Torino: Boringhieri, 1978 ISBN 88-339-0148-3
- Gli aspetti psicologici dell'archetipo della Madre o L'archetipo della madre (1938-54), trad. di Lisa Baruffi, Torino: Boringhieri, 1981
- Mysterium coniunctionis: ricerche sulla separazione e composizione degli opposti psichici nell'alchimia (Mysterium coniunctionis: Untersuchungen über die Trennung und Zusammensetzung der seelischen Gegensätze in der Alchemie, 1955-56), trad. di Maria Anna Massimello, Torino: Bollati Boringhieri, 1991 ISBN 88-339-0643-4
- Presente e futuro. 1957 (Gegenwart und Zukunft, 1957), Torino: Bollati Boringhieri, 1992 ISBN 88-339-0678-7
- La schizofrenia. 1958 (1958), Torino: Bollati Boringhieri, 1977 ISBN 88-339-0232-3
- Un mito moderno. Le cose che si vedono in cielo (Ein moderner Mythus, 1958), trad. di Silvano Daniele, saggio introduttivo di Augusto Romano, Torino: Bollati Boringhieri 2004 ISBN 88-339-1547-6
- La psiche infantile. 1909-61 (1909-61), Torino: Bollati Boringhieri 1994 ISBN 88-339-0849-6
- Bene e male nella psicologia analitica. 1943-61 (1943-61), trad. di Luigi Aurigemma, Rossana Leporati ed Elena Schanzer, Torino: Bollati Boringhieri 1993 ISBN 88-339-0769-4
- Coscienza, inconscio e individuazione, Torino: Bollati Boringhieri, 1985 ISBN 88-339-0033-9
- Il problema dell'inconscio nella psicologia moderna (Seelenprobleme der Gegenwart), trad. di Arrigo Vita e Giovanni Bollea, prefazione di Giovanni Jervis, Torino: Einaudi 1964
- L'albero filosofico (Der philosophische Baum), trad. di Lisa Baruffi e Irene Bernardini, Torino: Bollati Boringhieri, 1978 ISBN 88-339-0132-7
- Gli archetipi dell'inconscio collettivo (1934-54), trad. di Elena Schanzer e Antonio Vitolo, Torino: Bollati Boringhieri 1977 ISBN 978-88-339-0230-2
- Tipi psicologici (Psychologische Typen), trad. di Cesare Musatti, Roma: Astrolabio, 1948; trad. di Cesare Musatti e Luigi Aurigemma, Torino: Boringhieri, 1969 ISBN 88-339-0138-6; trad. di Mauro Cervini, introduzione di Flavio Manieri, Roma: Newton Compton 1970; trad. di Franco Bassani, introduzione di Mario Trevi, 2 volumi, Milano: Mondadori, 1993 ISBN 88-04-37095-5 e ISBN 88-04-37283-4; trad. di Stefania Bonarelli, Roma: Newton Compton 1993 ISBN 88-7983-019-8
- La psicologia dell'inconscio (Über die Psychologie des Unbewussten), Roma: Astrolabio, 1947; trad. di Silvano Daniele, Torino: Boringhieri, 1968 ISBN 88-339-0268-4; trad. di Marco Cucchiarelli e Celso Balducci, Roma: Newton Compton 1979 ISBN 88-7983-276-X
- Ricordi, sogni, riflessioni (Erinnerungen, Träume, Gedanken von C. G. Jung), raccolti ed editi da Aniela Jaffé, trad. di Guido Russo, Milano: Il Saggiatore, 1965; Milano: BUR, 1978 ISBN 88-17-11279-8
- L'uomo e i suoi simboli (Der Mensch und seine Symbole, 1964, con Joseph L. Henderson, Marie-Louise von Franz, Aniela Jaffé, e Jolande Jacobi), a cura di John Freeman, trad. di Roberto Tettucci, Roma: Casini, 1967; Milano: Longanesi, 1967; Milano: Raffaello Cortina, 1983 ISBN 88-7078-023-6; Milano: Mondadori, 1984; Milano: Tea, 1991 ISBN 88-7819-243-0
- Opere (19 volumi in 24 tomi), Torino: Bollati Boringhieri, 1981-2007
- La saggezza orientale (antologia), Torino: Bollati Boringhieri 1983 ISBN 978-88-339-0058-2
- Il mistero del fiore d'oro o Il segreto del fiore d'oro (Das Geheimnis der goldenen Blüte, a cura di, con Richard Wilhelm), trad. di Mario Gabrieli, Bari: Laterza, 1936; trad. di Augusto Vitale e Maria Anna Massimello, Torino: Boringhieri, 1981 ISBN 88-339-0147-5; con saggio introduttivo di Augusto Romano, ivi, 2001 ISBN 978-88-339-1307-0
- Il Libro Rosso - Liber Novus, a cura di Sonu Shamdasani, trad. di Maria Anna Massimello, Giulio Schiavoni e Giovanni Sorge, Torino: Bollati Boringhieri, 2010 ISBN 978-88-339-2094-8
- L'arte di C. G. Jung, a cura della Foundation of the Works of C. G. Jung, trad. di Maria Anna Massimello, Torino: Bollati Boringhieri, 2018 ISBN 978-88-339-3202-6
- Tesori dell'inconscio. C. G. Jung e l'arte come terapia, a cura di Ruth Ammann, Verena Kast e Ingrid Riedl, trad. di Maria Anna Massimello, Torino: Bollati Boringhieri, 2019 ISBN 978-88-339-3233-0